# 菅野智之
菅野 智之（すがの ともゆき、1989年10月11日 - ）は、神奈川県相模原市南区出身のプロ野球選手（投手）。右投右打。MLBのボルチモア・オリオールズ所属。

## 概要
投手として読売ジャイアンツでは5度のリーグ優勝に貢献。個人ではNPBで歴代投手最多となる合計27個のタイトル（12個）・主要表彰（15個）を獲得している。日本代表では第4回WBCでエースとして貢献した。
NPBでは、平成最後の沢村栄治賞受賞（選考基準7項目全て達成およびNPB最後の全選考基準達成者）と投手三冠王を達成（セ・リーグ最多タイ記録およびセ・リーグ最後の達成者）。NPB投手最多タイ記録およびセ・リーグ投手最多記録となる最優秀選手を3回受賞、NPB史上5人目となる2年連続沢村賞受賞およびNPB史上14人目となる沢村賞複数回受賞、セ・リーグ投手最多タイ記録となるベストナインを5回受賞、セ・リーグ最多記録となる最優秀防御率を4回獲得およびNPB最長タイ記録となる3年連続で最優秀防御率を獲得、セ・リーグ投手最多タイ記録となる月間MVPを8回受賞、NPB投手最多タイ記録およびセ・リーグ投手最多記録となる最優秀バッテリー賞を3回受賞。NPBポストシーズン史上初のノーヒットノーランの達成（NPBポストシーズン最多記録・NPBポストシーズン史上唯一・平成最後）、開幕投手からのシーズン13連勝のNPB最多記録、開幕からのシーズン13連勝のセ・リーグ最多タイ記録、開幕からのビジターでのシーズン10連勝のセ・リーグ最多記録、クライマックスシリーズ連続無失点投球回数記録（17投球回）のセ・リーグ記録、クライマックスシリーズ完封のNPB最多タイ記録およびセ・リーグ最多記録（2回）、クライマックスシリーズ完投のセ・リーグ最多記録（2回）などを達成している。
愛称は「トモ」、「巨人の大エース」、「日本のマダックス」。また、唐川・中田・由規世代（1989年度生まれ世代）初（唯一）のメジャーリーガーである。代理人はVCスポーツグループ。
母方の祖父は、福岡県立三池工業高校野球部と東海大相模高校野球部の監督を務めた原貢。母方の伯父は、元プロ野球選手で、読売ジャイアンツと日本代表の監督を務めた原辰徳。

## 経歴

### プロ入り前
小学校に上がる直前の1995年10月8日に伯父の原辰徳の引退試合を観戦したことがきっかけで、本格的に野球を始める。
鶴の台小学校時代は軟式の少年野球クラブ「東林ファルコンズ」に所属し、当時から投手を務めた。
新町中学校時代は最速124km/h（77.1mph）を投げ、エースとしてチームを県大会優勝に導き、最終的に関東大会ベスト8まで進んだ。
東海大相模高校への進学するも、1年の時に右肩を故障し投げられない状態が続き野球を辞めようとしたが、祖父の原貢から助言を貰い、踏み止まり、その後、右肩も回復し、2年秋から主戦として活躍。
3年夏の神奈川大会準決勝の横浜高校戦では打者として珍しい「振り逃げ3ラン」を記録するなどし、168球を投げ、チームは6対4で勝利した。続く決勝戦の桐光学園高校戦では準決勝終了後に監督から決勝は救援登板と聞かされていたが、当日に急きょ「やっぱり先発でいってくれ」と告げられ、連投させられることになった。疲労困憊の状態で169球を投げて完投したが、8対10で敗退。県大会準優勝で終わり、甲子園に出場出来なかった。
2021年に、菅野は当時の心境を、「キツくて死にそうで、結果、勝ち負けより、早く試合が終わって欲しかったという部分がすごく大きくて。正直、投げられる状態ではなかったです。だからもう、何だろう、燃え尽き症候群じゃないですけど、その後、夏の大会が終わって（卒業後の）進路のことを考えるじゃないですか。プロに行くのか、大学に行くのか、それとも社会人に行くのか。でも、しばらくは考えることすら嫌でした。『また野球やらなくちゃいけないんだ。こんな辛い思いをして戦って』というのがありましたから」と明かしている。
高校時代は最速148km/h（92mph）を記録するなどプロからも注目を集めたが、3年間で甲子園出場は一度も果たせなかった。
高校時代の野球部の同期に田中広輔、1学年後輩に大田泰示がいる。田中とは大学でも同期であった。
高校3年時、唐川侑己（成田高校）・中田翔（大阪桐蔭高校）・由規（仙台育英学園高校）の高校BIG3が注目を集める中、自身も周囲から勧められ、プロ入りも考えたが大学への進学を選んだ。
高校卒業後、東海大学へ進学。2008年に第57回全日本大学野球選手権大会に出場し、2回戦の金沢星稜大学戦では6回1/3から救援登板し2/3を投げ、無失点で抑えた。東洋大学との決勝戦でも登板したが、5対7でチームは敗退し、準優勝となった。
2010年の第59回全日本大学野球選手権大会にも出場し、1回戦の白鷗大学戦では8回1失点（自責点0）5奪三振で完投勝利し、準々決勝の同志社大学戦では、コールド勝利で参考記録ながら、無安打（3四球）での7回無失点10奪三振の内容でノーヒットノーランを達成した。また、この時の対戦相手の同志社大の中に、プロ入り後、巨人でバッテリーを組む小林誠司がいた。準決勝の慶應義塾大学戦では9回無失点17奪三振の内容で完封勝利した。続く決勝の東洋大学戦にも先発登板したが、連投による疲労困憊の状態で、5回2/3を投げ3失点1奪三振の内容だった。味方打線は藤岡貴裕に完封され、0対5で敗退。菅野にも黒星が付き、準優勝で終えた。この大会で菅野は敢闘賞を受賞した。
同年の明治神宮野球大会では決勝まで進み、早稲田大学と対戦し、菅野は8回2失点（自責点0）6奪三振で完投したが、味方打線が福井優也、大石達也、斎藤佑樹のリレーに1点で抑えられ、1対2で敗退。準優勝で終えた。
首都大学リーグでの通算成績は37勝4敗、防御率0.57、347奪三振。4年間の間に首都大学リーグ最高殊勲選手2回、首都大学リーグ最優秀投手6回、首都大学リーグ特別功労賞を受賞。また、首都大学リーグ53投球回連続無失点の新記録も樹立している（2016年に佐々木千隼がこの記録に並びリーグタイ記録となっている）。
2019年に、菅野は当時の自身の大学時代について、「自分は高校時代に甲子園に出場できなかったので、甲子園で活躍した選手には負けたくないという気持ちで励んできました。大学野球の春と秋はリーグ戦なので、プロ野球と一緒で同じ相手と何度も対戦します。いろいろと研究し、相手の特徴をつかんで考え、弱点を突いて投げたり、逆に相手が練ってきた作戦に、負けないよう対応していった経験は、今に生きています。また、大学には地方から来た選手もいますし、キャンパス内でもさまざまな人と交流して人脈も増え、野球だけでなく人間的にも成長できたのはよかったと思います。田中広輔とは高校、大学ともチームメートですが、プロになってから話す思い出話は大学時代のことのほうが多いですね」と話し、大学での経験がプロでも生かせたといい、また、2010年の全日本大学野球選手権大会の決勝で東洋大に敗れたことについては「あの大会は連投、連投で、とにかく体がきつかったですね。準々決勝（同志社大学戦）のノーヒットノーランは7回コールド勝ちでの参考記録なので、達成感というのはあまり感じませんでした。決勝（東洋大学戦）の相手投手は藤岡貴裕で、彼は休養をとれていて絶好調の状態でしたが、自分は連投続きで疲れきっていたので、試合前から勝てる自信はなく、やはり完敗しました」と苦い経験を明かしている。
大学時代の野球部の1学年先輩に伊志嶺翔大、同期に前述の田中広輔、1学年後輩に坂口真規、伏見寅威がおり、捕手である伏見とは2年以上バッテリーを組んでいた。

### ドラフト会議を巡る経緯
2011年のドラフト会議では藤岡貴裕（東洋大学）、野村祐輔（明治大学）と共に大学BIG3として注目を集め、伯父の原辰徳が監督を務める読売ジャイアンツと北海道日本ハムファイターズが菅野を1位指名し、抽選の結果、日本ハムが交渉権を獲得した。しかし、11月21日に日本ハム入団を拒否する意向を表明し、浪人することを選択した。入団拒否の理由としては「日本ハムさんからいろいろなお話を聞いて光栄に思いました。しかし、それ以上に自分が小さいころからの夢、そういうものがそれ以上に強かったということです」とコメントした。日本ハムも3月31日に菅野の獲得断念を発表した。
その後、東海大学の卒業延期制度を利用して就職留年という形で大学に残り、浪人生活を開始する。大学の練習施設を使用して自主練習をしながら翌年以降のドラフト指名を待つことになった。浪人中は大学野球の規定により対外試合に出場できなかったため、東海大野球部を練習拠点とし、投げ込みやチームメイト相手の紅白戦やシート打撃に登板して実戦感覚から遠ざかることを防いだ。ただし、紅白戦やシート打撃での登板は、緊張感や重圧という点では実戦とは異なるため、ブランクが懸念された。菅野自身は、大学野球だけでなく、高校野球や日本プロ野球、メジャーリーグなどを積極的に観戦をし、野球選手としてプラスになったと語っている。2012年の1月末から1ヶ月半の間アリゾナ州で過ごし、MLBプレイヤーをはじめ様々な競技のアスリートが集まる施設で、チェン・ウェインに王建民を紹介してもらい、王からアドバイスを受けたりした。
2012年のドラフト会議では、巨人から単独1位指名を受けた。ドラフト会議後には伯父であり巨人の監督である原辰徳が東海大学を訪れ、背番号19とネームの入った巨人のユニフォームに袖を通した。

### 巨人時代

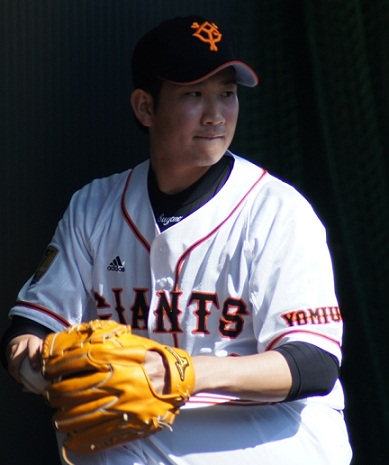
2013年

2012年11月21日に読売ジャイアンツと契約金1億円プラス出来高5000万円、年俸1500万円で仮契約を締結し（金額は推定）、正式に巨人での背番号が19となった。11月23日に開催されたファン感謝デーで入団発表もされた。
2013年1月20日、キャンプの一軍メンバーに選ばれ、2月1日から宮崎県宮崎市のキャンプ地に入った。また、同日に自身キャンプ初のブルペン投球練習を行った。2月16日、紅白戦で自身プロ入り初の実戦デビューをし、2月24日にはNPB・オープン戦に初出場した。3月29日、菅野が先発ローテ入りすることが発表された。3月30日の対広島東洋カープ戦（東京ドーム）で阿部慎之助とバッテリーを組み、自身プロ入り初のNPB・一軍公式戦の登板・初先発をし、1回表に菊池涼介から空振り三振を奪いプロ初奪三振を記録、7回1失点9奪三振と好投するがチームは引き分けに終わった。4月6日の対中日ドラゴンズ戦（東京ドーム）で8回4失点7奪三振でプロ入り初勝利を挙げた。4月13日の対東京ヤクルトスワローズ戦（東京ドーム）で自身初の2桁奪三振を記録し、8回1失点10奪三振で勝利投手になった。4月27日の対ヤクルト戦（神宮）で6回4失点3奪三振で敗戦投手となりプロ初黒星を喫した。5月4日の対広島戦（東京ドーム）で、2回裏に中﨑翔太から自身のプロ初安打（右前適時打）、初打点を記録し、試合も6回2/3を投げ2失点7奪三振で勝利投手になった。6月15日の対福岡ソフトバンクホークス戦（ヤフオクドーム）で、9回1失点11奪三振で自身プロ初完投勝利した。自身初のセ・パ交流戦の成績は5試合に先発し2勝1敗、39回1/3を投げ10失点（自責点9）、防御率2.06、37奪三振、1完投だった。オールスターゲームには監督推薦で初出場し、第2戦目に先発して2回1失点1奪三振だった。8月4日の対阪神タイガース戦（東京ドーム）では同じドラフト1位ルーキーの藤浪晋太郎との投げ合いが実現。藤浪は6回無失点5奪三振に抑えたが、菅野は6回1/3を投げ6失点（自責点3）5奪三振で敗戦投手となり、藤浪に江夏豊以来46年ぶりとなる高卒巨人戦勝利を献上した。8月11日の対広島戦（MAZDA Zoom-Zoom スタジアム広島）で7回1失点5奪三振で自身初の2桁勝利となる10勝目を挙げた。巨人の新人で2桁勝利は2011年の澤村拓一以来2年ぶりとなる球団史上11人目となった。9月1日の対中日戦（東京ドーム）で9回2失点（自責点1）5奪三振で勝利投手になれなかったが（チームも引き分け）、自身初の規定投球回に到達した。リーグ優勝がかかった9月22日の対広島戦（東京ドーム）では、8回1失点7奪三振の好投で、勝利投手になり、自身初となるチームのリーグ優勝を決めた。10月8日のシーズン最終戦の対ヤクルト戦（東京ドーム）で5回裏からプロ入り初の救援登板し、4回無失点6奪三振の好投をした。ヤクルトの小川泰弘、阪神の藤浪らと新人王を争い、新人王は逃すが（16勝した小川が受賞）、シーズンを通して176回を投げ、13勝6敗、勝率.684、防御率3.12、155奪三振、1完投の成績を挙げ、自身初のリーグ優勝に大きく貢献し、藤浪と共に自身初のセ・リーグ連盟特別表彰で新人特別賞を受賞した。勝ち星、勝率はチームトップタイ、防御率、奪三振、投球回数はチームトップの成績だった。自身初のポストシーズンとなった広島とのクライマックスシリーズファイナルステージ（東京ドーム）では10月17日の第2戦に先発登板し、9回無失点11奪三振でセ・リーグクライマックスシリーズ史上初の完投・完封勝利を挙げ、セ・リーグクライマックスシリーズ完投・完封最多新記録を樹立した（2018年に自身で記録を更新している）。その活躍で自身初のクライマックスシリーズMVPを受賞した。また、これがレギュラーシーズン及びポストシーズンも含めた自身初の完封勝利だった。チームもアドバンテージを含めた4勝0敗で日本シリーズに進出する。東北楽天ゴールデンイーグルスとの自身初の日本シリーズでは、第2戦と第6戦に先発登板した。いずれも同年レギュラーシーズンからクライマックスシリーズまで無敗の田中将大（レギュラーシーズン24勝無敗1セーブ、クライマックスシリーズ1勝無敗1セーブ）と投げ合った。チームが1勝無敗で迎えた10月27日の第2戦（Kスタ宮城）では6回裏に銀次に適時打を打たれ失点し、5回1/3を投げ1失点6奪三振の内容で、チームも1対2で敗れ、敗戦投手となり楽天に球団シリーズ史上初勝利を献上した。チームが2勝3敗で楽天に王手をかけられた中で迎えた11月2日の第6戦（Kスタ宮城）では、2回裏に嶋基宏の内野ゴロで先制され、ホセ・ロペスの失策もあり2失点するも味方からの援護もあり、7回2失点（自責点1）3奪三振の内容で、チームは4対2で勝利。自身も勝利投手となり、田中にこの年レギュラーシーズン及びポストシーズンを通じて唯一の黒星をつけた（チームは第7戦で敗れ、3勝4敗で日本一を逃す）。契約更改で5500万円増の推定年俸7000万円でサインした。

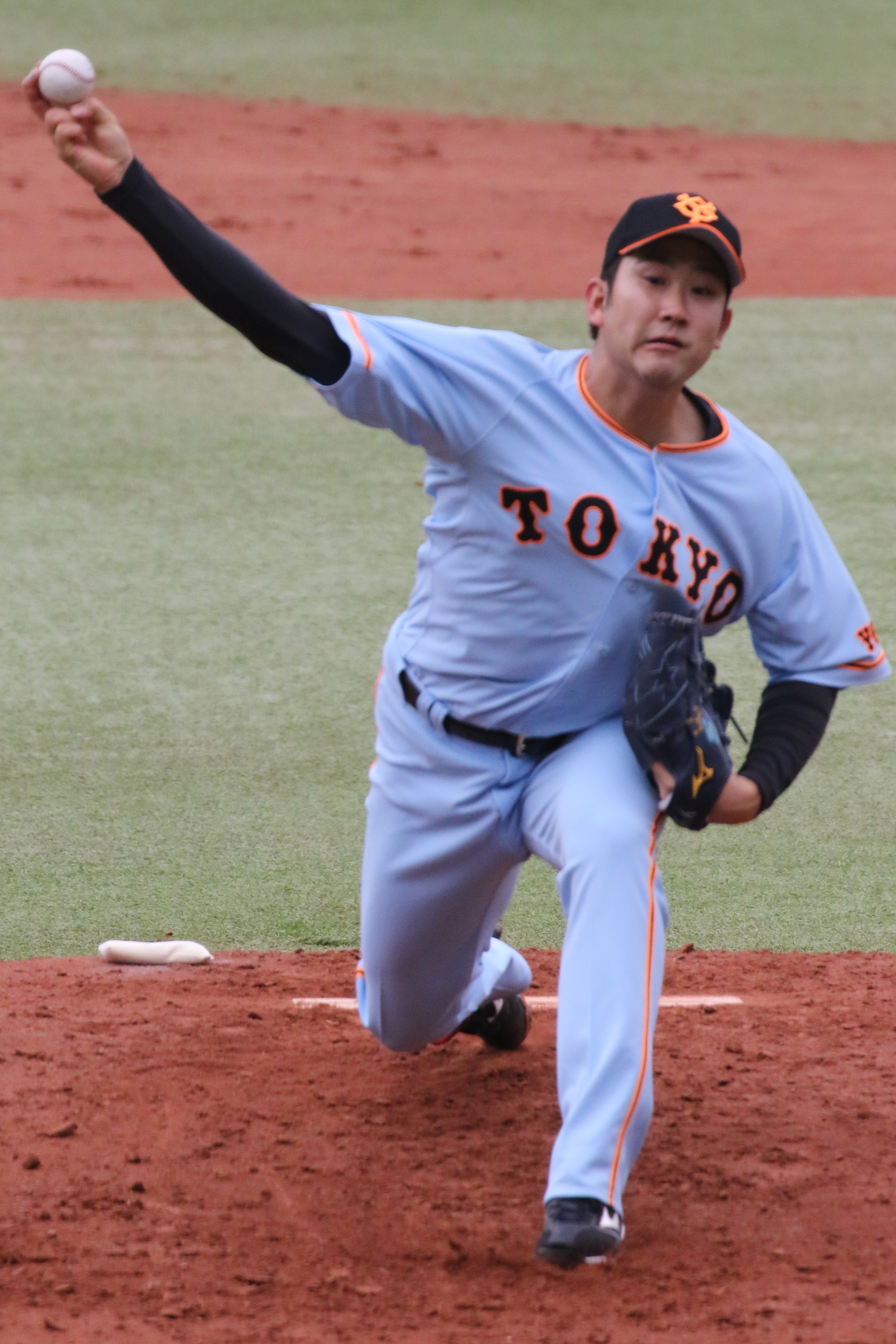
2016年、明治神宮野球場

2014年、3月28日の阪神との開幕戦（東京ドーム）で、自身初の開幕投手を務め、7回4失点（自責点0）3奪三振ながらも打線の援護に助けられ、シーズン初勝利を挙げた。入団2年目までの投手が開幕戦で勝利を挙げたのは巨人では1960年の伊藤芳明以来54年ぶりである。4月22日の対横浜DeNAベイスターズ戦（宮崎サンマリン）で9回1失点9奪三振でシーズン初完投勝利を挙げた。4月29日の対ヤクルト戦（東京ドーム）で9回4失点6奪三振で完投勝利を挙げ、1956年の安原達佳以来58年ぶりとなる球団史上4人目の「4月中でのリーグ全球団勝利」を達成した。ドラフト制度以降では球団史上初で、またこの完投が自身初の無四球試合だった。3・4月の成績は6試合に先発し47回2/3を投げ5勝無敗、防御率1.89、34奪三振、2完投で自身初の月間MVP（3・4月）を受賞した。オールスターには、自身初の選手間投票1位で選ばれ、2年連続2度目の出場した。第2戦目の2番手にリリーフ登板し、2回1失点0奪三振だった。8月4日に右手中指の腱の炎症でプロ入り初めて出場選手登録を抹消し、8月23日にも腰の違和感によりブルペンを回避した。9月10日の対阪神戦（甲子園）で復帰し7回1失点4奪三振で2年連続2度目の2桁勝利となる10勝目を挙げた。10月2日の対ヤクルト戦（神宮）で右肘靭帯損傷のため2回無失点1奪三振で降板し、これが最終登板となった。シーズンを通して158回2/3を投げ、12勝5敗、勝率.706、防御率2.33、122奪三振、3完投で自身初、平成生まれ初の最優秀防御率のタイトルを獲得した。自身2年連続2度目となるリーグ優勝に大きく貢献したが、怪我の影響でクライマックスシリーズファイナルステージ（対阪神戦、東京ドーム）の登板は叶わず、チームもCS史上初の4連敗を喫し、アドバンテージを含めた1勝4敗で敗退した。しかし、リーグ優勝に貢献したことが評価され、自身初、平成生まれ初の最優秀選手および投手部門での平成生まれ初のベストナインを受賞し、阿部と共に自身初の最優秀バッテリー賞も受賞した。契約更改で4000万円増の推定年俸1億1000万円でサインした。
2015年、3月27日のDeNAとの開幕戦（東京ドーム）で2年連続2度目の開幕投手を務め、7回1失点5奪三振でシーズン初勝利を挙げた。また前年までバッテリーを組んでいた阿部が怪我の影響で一塁手にコンバートされたため、小林誠司とバッテリーを組んだ。5月19日の対阪神戦（甲子園）で9回無失点3奪三振の内容で、入団3年目にしてレギュラーシーズンでの自身プロ初完封勝利を記録した。5月26日の対埼玉西武ライオンズ戦（郡山総合運動場開成山野球場）で9回1失点（自責点0）9奪三振で完投勝利を挙げるが、5月31日に首痛のため登録抹消した。6月10日の対北海道日本ハムファイターズ戦（札幌ドーム）で復帰し、7回3失点4奪三振の好投するも敗戦投手になった。オールスターには監督推薦に選ばれ3年連続3度目の出場をしたが、第1戦目の先発で3回4失点2奪三振だった。9月22日の対阪神戦（東京ドーム）で7回無失点10奪三振で3年連続3度目の2桁勝利となる10勝目を挙げた。シーズンは最終的に179回を投げ、10勝11敗、勝率.476、防御率1.91、126奪三振、6完投、2完封の成績で、防御率は自身初の1点台を記録。しかし好投しても打線の援護に恵まれなかったことや、勝ち投手の権利を持って降板後にリリーフ陣が追いつかれることが多く、プロ入り後初めて負け越しとなった。チームはリーグ2位だった。クライマックスシリーズファーストステージの対阪神戦（東京ドーム）では10月11日の第2戦に先発したが、4回4失点（自責点3）5奪三振で敗戦投手になった。チームは2勝1敗でファーストステージを勝ち上がり、ファイナルステージの対ヤクルト戦（神宮）では10月16日の第3戦に先発し、6回2失点3奪三振と好投するも打線の援護が無く、またしても敗戦投手になった。チームはヤクルトのアドバンテージを含んだ1勝4敗でファイナルステージを敗退した。契約更改で2000万円増の推定年俸1億3000万円でサインした。
2016年、「圧倒」をテーマに掲げ、これまでは制球の難しさから使用を控えていたワンシームを自主トレで完全習得して、シーズンに臨む。3月25日のヤクルトとの開幕戦（東京ドーム）で3年連続3度目の開幕投手を務め、7回無失点4奪三振の好投で、巨人では1993年から1996年にかけての斎藤雅樹以来20年ぶりとなる3年連続開幕先発勝利投手となり球団歴代最長タイ記録となった。4月6日の対阪神戦（東京ドーム）で9回無失点8奪三振の内容でシーズン初完封勝利を挙げた。これが自身初の無四球完封勝利およびレギュラーシーズンでの東京ドームにおける初完封だった。3・4月は6試合に先発し48回を投げ3勝無敗、防御率0.56、42奪三振、2完封の成績で月間MVPに選出された。中でも4月は4試合に先発し33回を投げ1失点（自責点0）の内容で中井悦雄、村山実、石井一久と並ぶ月間防御率0.00（30投球回以上）を記録（2勝無敗、33奪三振）。月間防御率0.00は2001年の石井以来15年ぶり、2リーグ制以降では史上4人目の記録となった。4月28日の対阪神戦（甲子園）で8回1失点（自責点0）の内容でチームは引き分けに終わったが、12奪三振で2桁奪三振をすると、5月5日の対広島戦（東京ドーム）で9回2失点10奪三振で完投勝利し、5月13日の対ヤクルト戦（東京ドーム）で33イニングぶりに四球を出すものの9回1失点（自責点0）10奪三振の内容で、巨人では高橋一三、槙原寛己、木佐貫洋と並ぶ3試合連続2桁奪三振を達成。2003年の木佐貫以来13年ぶり、球団史上4人目となる球団歴代最多タイ記録となった。7月9日の対DeNA戦（東京ドーム）で9回2失点（自責点1）、自己最多となる13奪三振で完投勝利した。オールスターも初めてファン投票1位に選ばれ、4年連続4度目の出場し、第1戦目の先発で2回無失点1奪三振だった。8月5日の対広島戦（MAZDA Zoom-Zoom スタジアム広島）で左足親指の爪と皮膚の間にできた血豆がつぶれ4回2失点3奪三振で降板し、翌日登録を抹消した。8月16日の対中日戦（ナゴヤドーム）で復帰し6回無失点7奪三振で勝利投手になり4年連続4度目の規定投球回に到達した。その後もシーズンを通して防御率1点台後半をキープしていたが、自身の10勝目をかけた9月28日の対中日戦（東京ドーム）で5回2失点5奪三振で勝利投手になれず、防御率も2点台になった。成績は183回1/3を投げ、9勝6敗、勝率.600、防御率2.01、189奪三振、5完投、1完封、で自身2年ぶり2度目の最優秀防御率と自身初の最多奪三振のタイトルを獲得し、自身初、投手部門での平成生まれ初のゴールデングラブ賞も受賞。前年に引き続き味方の援護が少なく入団後初めて2桁勝利に届かなかった。クリス・ジョンソンと沢村栄治賞を争ったが、勝利数が1桁だったことが評価されず（ジョンソンは15勝）、自身初の沢村賞は叶わなかった。チームはリーグ2位だった。DeNAとのクライマックスシリーズファーストステージに進出するが、体調不良で登板回避し、チームも1勝2敗で敗退した。契約更改で1億円増の推定年俸2億3000万円でサインした。
2017年、新たにチェンジアップを習得しシーズンに挑む。シーズンではこれまで3年連続で開幕投手を務めていたが、WBC出場での疲労が考慮され、3月31日の対中日戦（東京ドーム）の開幕投手はマイルズ・マイコラスが務めた。4月4日の対DeNA戦（横浜スタジアム）で7回1失点7奪三振でシーズン初勝利を挙げた。4月18日の対ヤクルト戦（藤崎台県営野球場）でシーズン初完封勝利（5奪三振）を挙げると、4月25日の対広島戦（MAZDA Zoom-Zoom スタジアム広島）でも完封勝利（7奪三振）し、さらに5月2日の対DeNA戦（東京ドーム）でも完封勝利（9奪三振）し、自身初の3試合連続完封勝利を達成。セ・リーグでは1989年に斎藤雅樹が達成して以来、28年ぶりの記録であった。5月23日の対阪神戦（甲子園）では7回無失点6奪三振で勝利投手になり自身通算50勝目に到達した。5月の成績は5試合に先発し37回を投げ3勝2敗、防御率2.68、31奪三振、1完封で月間MVPを受賞した。オールスターも2年連続でファン投票1位に選ばれ、5年連続5度目の出場を果たし、第2戦目の先発で2回無失点3奪三振だった。7月22日の対DeNA戦（横浜スタジアム）で8回無失点10奪三振で2年ぶり4度目の2桁勝利となる10勝目を挙げた。7月は4試合に先発し29回を投げ4勝無敗、防御率0.31、30奪三振で月間MVPを受賞した。9月8日の対ヤクルト戦（東京ドーム）で9回1失点（自責点0）8奪三振の完投勝利を挙げ、自身初のシーズン15勝に到達した。9・10月も5試合に先発し38回を投げ4勝無敗、防御率0.47、26奪三振、2完投、1完封の成績で月間MVPを受賞した。チームはリーグ4位でポストシーズン進出を逃すが、個人成績では187回1/3を投げ、17勝5敗、勝率.773、防御率1.59、171奪三振、6完投、4完封。防御率は自身2度目の1点台だった。17勝以上で防御率1.60未満は、セ・リーグでは1966年の村山実以来51年ぶりとなった。また、自身初の最多勝利と自身2年連続3度目の最優秀防御率を獲得し（3回の最優秀防御率獲得は2013年の前田健太以来4年ぶりのセ・リーグ最多タイ記録）、自身3年ぶり2度目となるベストナインと自身2年連続2度目となるゴールデングラブ賞も受賞。小林と共に自身2度目の最優秀バッテリー賞も受賞した。同年はパ・リーグで最多勝利と最優秀防御率を獲得し、ベストナインとゴールデングラブ賞を受賞した菊池雄星と沢村栄治賞を争い、防御率と勝利数がセ・パ共通の最高記録を満たしていたと評価され（防御率1.59、17勝）、自身初、平成生まれ初の「沢村栄治賞」に選出された（史上52人目）。巨人の投手の沢村賞受賞は球団史上14人目、2002年の上原浩治以来15年ぶりのことだった。契約更改で2億2000万円増の推定年俸4億5000万円でサインした。
2018年から選手会長となり、春季キャンプでは新たにシンカーを習得しシーズンに挑む。3月30日の阪神との開幕戦（東京ドーム）で、2年ぶり4度目の開幕投手を務めたが、制球に苦しみ7回5失点6奪三振で敗戦投手となった。2度目の登板だった4月6日の対ヤクルト戦（神宮）でも6回5失点（自責点4）5奪三振で自身初の開幕2連敗を喫する。この結果を受け、新球シンカーを封印して臨んだ4月13日の対広島戦（東京ドーム）では8回1失点10奪三振の好投でシーズン初勝利を挙げ、自身の連敗とチームの6連敗をストップさせた。4月20日の対阪神戦（甲子園）で9回2失点6奪三振で勝利投手になり、シーズン初完投となった。5月11日の対中日戦（東京ドーム）では自身2度目となる自己最多タイの13奪三振でシーズン初完封勝利を挙げた。5月18日の対DeNA戦（東京ドーム）では、筒香嘉智に本塁打を打たれ、連続イニング無失点が29回2/3でストップしたが6回3失点7奪三振と好投し勝利投手になった。打撃面では5回裏に石田健大からプロ入り320打席目にして自身初の本塁打を打った。6月15日の対千葉ロッテマリーンズ戦（ZOZOマリンスタジアム）で完封勝利（9奪三振）を挙げ、所属している巨人以外の全11球団勝利を達成した。オールスターには選手間投票1位に選ばれ、6年連続6度目の出場し、第2戦目の先発で2回無失点2奪三振だった。7月28日の対中日戦（東京ドーム）で、1回表二死目にダヤン・ビシエドを二飛でアウトにし、自身プロ通算1000投球回に到達するも8回4失点9奪三振で敗戦投手になった。8月18日の対中日戦（東京ドーム）で完封勝利（9奪三振）し2年連続5度目の2桁勝利となる10勝目を挙げ、6年連続6度目の規定投球回にも到達した。シーズン終盤の9月22日の対ヤクルト戦（東京ドーム）で完封勝利（9奪三振）すると、9月28日の対DeNA戦（東京ドーム）でも完封勝利（2奪三振）し、10月4日の対広島戦（MAZDA Zoom-Zoom スタジアム広島）でも完封勝利（11奪三振）するなど自身2度目となる3試合連続完封勝利を達成と共に自身2年連続2度目となるシーズン15勝に到達した。CS進出がかかったシーズン最終戦の10月9日の対阪神戦（甲子園）で、リードした展開で、9回裏にプロ入り初のクローザーとして登板し、1回を無安打無失点で抑え、試合に勝利し、チームはリーグ3位でCSに進出した。9・10月は7試合（6先発）で49回を投げ4勝1敗、防御率1.10、44奪三振、3完封の成績で月間MVPを受賞した。同年は202回を投げ、15勝8敗、勝率.652、防御率2.14、200奪三振、10完投、8完封だった。自身2年連続2度目の最多勝利、自身3年連続4度目の最優秀防御率、自身2年ぶり2度目の最多奪三振を獲得。2年連続での最多勝利は2012年の内海哲也以来6年ぶりとなるセ・リーグ最長タイ記録となり、さらに自身初、平成生まれ初、平成最後となる「投手三冠王」（史上19人目）を達成した。投手三冠王は2010年の前田健太以来8年ぶりとなり、杉下茂、金田正一、権藤博、江川卓、小松辰雄、上原浩治、前田と並ぶセ・リーグ最多タイ記録となった。また、同シーズンでの200投球回と200奪三振の到達は巨人では1981年の江川卓以来37年ぶり、3年連続最優秀防御率は1958年の稲尾和久以来60年ぶり史上2人目の日本プロ野球最長タイ記録、4回目の最優秀防御率は1999年の工藤公康以来19年ぶり史上3人目及びセ・リーグ最多新記録、シーズン8度の完封勝利は1978年の鈴木啓示以来40年ぶり（巨人では1963年の伊藤芳明以来55年ぶり）で平成最多新記録である。10月14日のクライマックスシリーズファーストステージ第2戦の対東京ヤクルト戦（神宮）に先発登板し、自身初、クライマックスシリーズ及び日本シリーズも含めたポストシーズン史上初の「ノーヒットノーラン」（7奪三振）を達成（平成最後）。これにより、ポストシーズンノーヒットノーラン最多新記録の樹立、成瀬善久と並ぶクライマックスシリーズ完封最多タイ記録およびセ・リーグクライマックスシリーズ完封最多新記録の樹立、セ・リーグクライマックスシリーズ最多完投新記録の樹立となり、チームのファイナルステージ進出も決めた。この試合で出塁を許したのは山田哲人への四球1つのみ。また、NPBポストシーズン史上唯一の記録となっている。チームは2勝0敗でファーストステージを勝ち上がるが、続くファイナルステージでは広島のアドバンテージを含めた0勝4敗で敗退し、自身の登板は無かった。自身2年連続3度目となるベストナインと3年連続3度目となるゴールデングラブ賞も受賞。さらに2008年の藤川球児以来10年ぶりとなる自身初の最優秀バッテリー賞特別賞も受賞した。また、この年ともに最多勝利を獲得し、最高勝率も獲得した大瀬良大地と沢村栄治賞を争い、選考基準7項目全てをクリアしたことが評価され、1996年の斎藤雅樹以来22年ぶり史上5人目となる2年連続の「沢村栄治賞」および平成最後の沢村賞を受賞した（沢村賞の複数回受賞は2015年の前田健太以来3年ぶり史上14人目）。また、選考基準を全て満たしたのは2013年の金子千尋以来5年ぶり、選考基準を全て満たしてでの受賞は2011年の田中将大以来7年ぶり、セ・リーグでの全選考基準達成者は1993年の今中慎二以来25年ぶりとなった（2024年時点で日本プロ野球最後の全選考基準達成者になっている）。この年のレギュラーシーズンに菅野が投げた球数は3129球で、レギュラーシーズン3000球以上を投げたセ・リーグ投手では現在（2024年時点）最後（両リーグだと2019年の千賀滉大が最後）で、シーズン200イニング到達も現在（2024年時点）日本プロ野球最後の達成者となっている。契約更改で2億円増の推定年俸6億5000万円となり、2004年の佐々木主浩以来15年ぶりに日本プロ野球の日本人選手歴代トップタイの年俸になり、日本プロ野球歴代年俸も3位タイとなった。翌年から背番号をルーキー時代からつけていた19から、エースナンバーである18に変更することが発表された。
2019年、球威を上げるために「脱力投法」を取り入れシーズンに挑む。3月29日、広島との開幕戦（MAZDA Zoom-Zoom スタジアム広島）で2年連続5度目の開幕投手を務め、7回1失点3奪三振だったが援護が無く、敗戦投手となった。4月5日の対DeNA戦（横浜スタジアム）では9回2失点8奪三振でシーズン初完投及びシーズン初勝利を挙げた。自身の平成最後の登板となった4月25日の対ヤクルト戦（神宮）に先発したが、青木宣親、山田哲人、ウラディミール・バレンティンに平成最後かつ自身初の3者連続本塁打を打たれるなど、3回1/3を投げ7失点2奪三振で敗戦投手になった。令和初の試合となった5月1日の対中日戦（東京ドーム）では1回表に渡辺勝から見逃し三振を奪い、令和初奪三振を記録すると、7回表に平田良介から空振り三振を奪い、自身プロ通算1000奪三振を記録。坂本勇人が令和初の本塁打を打つなど打線の援護もあり、9回1失点10奪三振で完投勝利を挙げ、新元号・令和第1号の勝利投手になった。5月8日の対DeNA戦（HARD OFF ECOスタジアム新潟）で、6回5失点（自責点4）4奪三振の内容ながら打線の援護があり勝利投手になった。また、自身が5失点以上してでの勝ち星はプロ入り後初めてのことだった。5月15日の対阪神戦（東京ドーム）、初回に糸井嘉男に2点本塁打、5回表に福留孝介にソロ本塁打、6回表には木浪聖也にソロ本塁打と大山悠輔に2点本塁打を打たれ、自己ワーストの1試合で4被弾し、5回2/3を投げ、失点も自己ワーストとなる10失点（自責点7）、4奪三振で敗戦投手になり、5月21日に腰の違和感で登録を抹消された。セ・パ交流戦の6月9日の対ロッテ戦（東京ドーム）で復帰し、6回2失点7奪三振の好投で勝利投手になった。6月23日の対福岡ソフトバンク戦（東京ドーム）では初回に福田秀平に先頭打者本塁打を打たれるなどし、1回0/3を投げ、4失点（自責点2）1奪三振の内容で敗戦投手になった。また、1回0/3での降板は先発投手として当時の自身プロ最短降板となった。7月2日の対中日戦（東京ドーム）で、9回無失点6奪三振の内容でシーズン初完封勝利をした。オールスターには監督推薦で選ばれて7年連続7度目の出場し、第2戦目に先発、2回を無失点で抑え、打線の援護もあり、オールスターでの自身初の勝利投手になった。8月21日の対中日戦（ナゴヤドーム）で7回1失点5奪三振で3年連続6度目の2桁勝利となる10勝目を挙げた。しかし、9月は腰痛により2度の登録抹消があり、以降はレギュラーシーズンの登板を見送られた。シーズンを通して11勝を挙げて自身5年ぶり3度目となるリーグ優勝に貢献したが、入団から6年連続で達成していた規定投球回には届かなかった。最終的に136回1/3を投げ、11勝6敗、勝率.647、防御率3.89、120奪三振、3完投、1完封の成績だった。クライマックスシリーズファイナルステージの対阪神戦（東京ドーム）では腰痛の影響で登板を回避した。チームはアドバンテージを含んだ4勝1敗で福岡ソフトバンクとの日本シリーズに進出した。チームが0勝3敗で王手をかけられた中で迎えた10月23日の第4戦（東京ドーム）に先発したが、4回表にジュリスベル・グラシアルに3点本塁打を打たれ、7回表に味方の2失策も絡んで失点するなど6回1/3を投げ4失点（自責点3）8奪三振で降板。チームも3対4で試合に敗れ、自身も敗戦投手になり、チームは0勝4敗で日本一を逃した。国内FA権を取得したが巨人に残留を表明した。契約更改は前年と同じく推定年俸6億5000万円で現状維持となった。
2020年から投球フォームを変更しシーズンに臨んだ。オープン戦では4登板、17回を投げ3失点、防御率1.59、10奪三振と安定したピッチングを続けていたが、新型コロナウイルスの影響でシーズンの開幕が6月に延期された。6月19日の阪神との開幕戦（東京ドーム）で3年連続自身6度目の開幕投手を務め、7回2失点8奪三振の内容でシーズン初勝利を挙げた。これが自身の開幕戦通算4勝目となり、1996年の斎藤雅樹以来24年ぶりとなる球団歴代最多タイ記録となった。またこの勝利が球団通算6000勝の記録になった。開幕戦では小林とバッテリーを組んでいたが、小林が怪我で抹消されたため、自身の2登板目からは大城卓三とバッテリーを組んだ。7月3日の対中日戦（東京ドーム）で9回無失点11奪三振の内容でシーズン初完封勝利した。7月14日の対広島戦（MAZDA Zoom-Zoom スタジアム広島）で5回無失点5奪三振の内容で勝利投手になり、6回を投げずに勝ち星を手にしたのは自身プロ入り後初となった。6・7月は6試合に先発し42回2/3を投げ5勝無敗、防御率1.69、46奪三振、2完封の成績で月間MVPを受賞。特に、7月の成績は4戦4勝、30回を投げて2失点（自責点1）、防御率0.30、34奪三振で、2リーグ制後に月間防御率0.30以下を2度記録したのは金田正一、村山実、田中将大に次いで史上4人目の記録となった。また自身7度目となった受賞は松井秀喜に並ぶ球団史上最多タイ記録となった。大城と共に自身初の月間最優秀バッテリー賞（6・7月）も受賞した。8月は4試合に先発し30回を投げ4勝無敗、防御率1.50、21奪三振、1完封の成績で2か月連続での月間MVPを受賞。セ・リーグ投手での2か月連続受賞は2013年の能見篤史以来7年ぶり8人目、また8度目の受賞は2008年の山本昌以来12年ぶりとなるセ・リーグ投手最多タイ記録となった。9月8日の対中日戦（ナゴヤドーム）で7回無失点6奪三振で4年連続7度目の2桁勝利となる10勝目を挙げた。また自身初のシーズン10連勝（無敗）での到達となった。9月15日の対阪神戦（東京ドーム）で6回3失点5奪三振で勝利投手となり、セ・リーグでは1982年の北別府学以来38年ぶり、巨人では1938年の1リーグ時代のヴィクトル・スタルヒン以来82年ぶりとなる開幕投手からのシーズン11連勝を達成し、セ・リーグ最多タイ記録および日本プロ野球史上歴代2位タイとなった。開幕からのシーズン連勝記録もセ・リーグ史上2位タイ記録となった。また、この勝利でチームの優勝マジックが点灯した。9月29日の対広島戦（MAZDA Zoom-Zoom スタジアム広島）で6回1失点9奪三振の内容で勝利投手になり、2004年の岩隈久志以来16年ぶりとなる開幕投手からのシーズン12連勝を達成。これがセ・リーグ新記録および岩隈と並ぶ日本プロ野球最多タイ記録となった。10月6日の対DeNA戦（東京ドーム）で7回3失点4奪三振で勝利投手になり日本プロ野球新記録の「開幕投手からのシーズン13連勝」を達成。開幕からの連勝記録も1966年の堀内恒夫以来54年ぶりとなるセ・リーグ最多タイ記録となった。また、この勝利が自身通算100勝目となり平成生まれ初の到達者となった（192試合目での100勝は歴代史上7番目のスピード、ドラフト制以降では松坂大輔、上原浩治に次いで、史上3番目のスピード）。10月13日の対広島戦（東京ドーム）で6回4失点（自責点3）5奪三振でシーズン初の敗戦投手になり連勝記録が止まったが、2年ぶり7度目の規定投球回に到達した。10月31日の対ヤクルト戦（東京ドーム）で5回1失点5奪三振で勝利投手となりチームの連敗を止め、翌日にコンディション調整のため、登録抹消された。自身の15勝目をかけたシーズン最終戦の11月14日の対DeNA戦（横浜スタジアム）で復帰。5回無失点（5奪三振）の好投で勝ち投手の権利を得て降板したが、9回に田口麗斗が満塁から神里和毅に適時打を打たれ逆転サヨナラ負けを喫し、自身3度目の15勝とはならなかった。成績は137回1/3を投げ、14勝2敗、勝率.875、防御率1.97、131奪三振、3完投、3完封で、自身3度目の防御率1点台を記録。規定到達での3度の防御率1点台は2013年の田中将大以来7年ぶり史上20人目となった。また、自身2年ぶり3度目の最多勝利と自身初の最高勝率のタイトルも獲得し、自身2年連続4度目のリーグ優勝に大きく貢献した。最高勝率を獲得したことにより通算で先発投手の主要タイトルを全て獲得した。通算での獲得タイトル数も10個となり、10個以上の先発投手の主要タイトル獲得は2000年の工藤公康以来20年ぶり史上8人目の記録となった。最優秀防御率と最多奪三振を獲得した大野雄大と沢村栄治賞争いをしたが、防御率、完投数、投球回で12球団トップの成績を残した大野が沢村賞を受賞し、自身3度目の沢村賞は叶わなかった。特例により全試合に指名打者制度が導入された福岡ソフトバンクとの日本シリーズでは、11月21日の第1戦（京セラドーム大阪）に先発したが、2回表と6回表に栗原陵矢から2点本塁打と2点適時二塁打を打たれるなど、6回4失点4奪三振で敗戦投手となった。3連敗して迎えた第4戦目は自らの志願でブルペン入りしたがリリーフ登板の機会は訪れず、チームも4連敗し、0勝4敗で日本一を逃した。12月、開幕投手からのシーズン13連勝のプロ野球新記録が評価され、自身2度目のセ・リーグ連盟特別表彰でリーグ特別賞を受賞、また自身2年ぶり4度目のベストナインと自身2年ぶり4度目のゴールデングラブ賞も受賞し、自身6年ぶり2度目、セ・リーグ投手最多タイ記録となる最優秀選手も受賞した（投手として初受賞からの最長ブランク選出）。セ・リーグ投手で最優秀選手を複数回受賞するのは別所毅彦、藤田元司に並ぶ史上3人目、1959年の藤田以来61年ぶりとなった。

### ポスティングでのメジャー挑戦に向けて
2020年12月8日、MLBに挑戦するためにポスティングシステムを申請・受理された。交渉期限は日本時間の2021年1月8日までで、球団副代表の大塚淳弘は「申請しても残留の選択肢もあります」とコメントし、申請後も残留を認める考えを明かした。
巨人では2019年にトロント・ブルージェイズに移籍した山口俊以来となる球団史上2人目のポスティング申請となり、巨人の生え抜きの選手では初となった。
12月28日、ブルージェイズ、サンディエゴ・パドレス、サンフランシスコ・ジャイアンツ、ニューヨーク・メッツ、ボストン・レッドソックス、テキサス・レンジャーズの6球団と交渉を開始していることが報じられ 、2021年1月1日、MLB球団との交渉のために渡米した。しかし、同月8日までにポスティング成立に至らず、巨人に残留することが発表された。NPBからMLBへのポスティング不成立は前月に同じくポスティング不成立となり日本ハムに残留した西川遥輝以来9人目10度目となった。6球団からオファーがあったものの、コロナウイルスの影響でMLB球団の財務が圧迫され、MLBのFA市場が全体的に低調で、菅野の希望額に届かなかったことが代理人を務めたジョエル・ウルフから明かされた。決断前にはダルビッシュ有や前田健太から電話で助言を貰い、ウルフの紹介でノーラン・アレナドと直接会ってアドバイスを受けた。アメリカの感染状況や政権交代の混乱などの環境も踏まえて熟考し、巨人残留を決断した 。
1月14日、巨人との契約更改で1億5000万円増の推定年俸8億円の単年契約でサインし、2003年のロベルト・ペタジーニの推定年俸7億2000万円を18年ぶりに更新し、当時の日本プロ野球歴代史上最高年俸となった。しかし、半月後の1月28日に、田中将大がニューヨーク・ヤンキースから古巣の楽天へ推定年俸9億円で移籍し、この額を更新した。
2025年1月に、このポスティング時の状況を振り返り、「つらかった。いいことはひとつもなかった。自分が想像してたモノとは違いました」と明かしている。交渉期限の30日間にわたって交渉を続けたが、コロナ禍の影響で上手くいかず、巨人残留を決断したのは交渉期間の締め切り5分前だったという。菅野は「（メジャー移籍か巨人残留か悩んだ）あの1週間は人生で一番泣きました。ずっと涙止まらないんですよ。普通にソファに座っているだけで急に涙出てきた。交渉とかして、いろいろ悩んでる時に『悔しいな』とか『なんでこうなっちゃんだろうな』とか、ずっと泣いてたんですよね」「2年間くらいメジャーリーグを見たくなくなりました」「それを見る度にフラッシュバックする。『本当はここで投げていたんだろうな』と思う自分も嫌だった」「人生のどん底みたいな…。もうキツかったですよ」と当時の心境を明かしている。

### 巨人残留後
2021年、新型コロナウイルスの感染リスクを減らすために巨人の春季キャンプは東京ドーム、ひなたサンマリンスタジアム宮崎、ひなたひむかスタジアム、読売ジャイアンツ球場の4箇所に分かれて行うことになり、菅野は東京ドームのキャンプ組に入った。シーズンのテーマは「縦の変化球」を揚げ、春季キャンプではカーブを強化しシーズンに臨んだ。3月26日のDeNAとの開幕戦（東京ドーム）で4年連続自身7度目の開幕投手を務め、6回3失点4奪三振の内容だったが、勝利投手になれなかった。また、開幕投手7回は巨人では2006年の上原浩治以来15年ぶりの球団歴代最多タイ記録となった。3月30日、足の違和感で登録抹消された。4月9日、対広島戦（MAZDA Zoom-Zoom スタジアム広島）で復帰し、7回2失点7奪三振だったが打線の援護が無く敗戦投手になった。4月16日の対DeNA戦（横浜スタジアム）で9回無失点4奪三振の内容でシーズン初勝利およびシーズン初完封を挙げた。これでセ・リーグ本拠地6球場すべてで完封勝利を記録した。5月8日に右肘違和感で登録抹消された。6月6日の対日本ハム戦（東京ドーム）で復帰したが、5回2失点6奪三振の内容で敗戦投手になった。6月8日、紺綬褒章を受章した。6月16日、コンディション調整のため登録抹消された。7月1日の対広島戦（東京ドーム）で復帰するも2回1/3を投げ4失点1奪三振で降板、翌日にコンディション調整のため、登録抹消された。8月26日の対広島戦（東京ドーム）で復帰するも6回5失点6奪三振で敗戦投手になった。10月11日、海外FA権を取得した。10月23日、CS進出がかかった対ヤクルト戦（東京ドーム）に先発し、5回1失点6奪三振の好投で勝利投手になり、チームはリーグ3位でCSに進出した。シーズン終盤は主に中5日や中4日のローテーションで先発し、6試合連続でQSを達成するなど復調したが、シーズン中に4度の離脱もあり規定投球回に届かず、2桁勝利も逃し、シーズン負け越しとなった。最終成績は115回2/3を投げ、6勝7敗、勝率.462、防御率3.19、102奪三振、2完投、1完封だった。11月6日のクライマックスシリーズファーストステージ第1戦の対阪神戦（甲子園）に先発し、7回無失点4奪三振で勝利投手になり、チームも2勝0敗でファイナルステージに進出した。11月11日のファイナルステージ第2戦の対ヤクルト戦（神宮）に先発するも打線の援護がなく、味方の失策も絡み、5回2/3を投げ5失点（自責点1）6奪三振で降板し敗戦投手になった。また、自身のCS連続無失点投球回数記録も17で止まったが、これが2010年の涌井秀章以来11年ぶりとなる日本プロ野球最多タイ記録となった（2023年に山本由伸が17回1/3で更新したため、菅野の記録はプロ野球歴代2位タイおよびセ・リーグ記録となっている）。その後チームはファイナルステージを敗退。シーズン終了後、海外FA権を行使せずに残留することが発表された。契約更改で2億円減の推定年俸6億円でサインし、これが自身初の減俸となった。
2022年、3月25日の中日との開幕戦（東京ドーム）で5年連続8度目の開幕投手を務め、6回2失点でシーズン初勝利。開幕投手8回と開幕戦通算5勝目は共に球団歴代最多記録となった。4月22日の対中日戦（バンテリンドーム）の1回裏三死目に木下拓也を一邪飛でアウトにし、自身プロ通算1500投球回を達成。試合も7回1失点3奪三振で勝利投手になった。4月29日の対阪神戦（東京ドーム）で3回2失点2奪三振で降板し敗戦投手になり、翌日、右肘違和感で登録抹消された。5月12日の対DeNA戦（横浜スタジアム）で復帰し、6回1失点8奪三振で勝利投手になり、チームの連敗を5で止めた。菅野が巨人の5連敗以上を止めたのは通算6度目で、桑田真澄と並ぶ球団歴代最多タイ記録となった。6月9日の対西武戦（ベルーナドーム）に先発予定だったが、発熱のため、感染拡大防止特例2022で登録抹消された（PCR検査は陰性）。6月17日の対中日戦（バンテリンドーム）で復帰し、7回無失点4奪三振だったが味方からの援護点は無く、自身に勝敗はつかなかった。7月14日、オールスターに監督推薦で選ばれた。7月21日、巨人で菅野を含む選手、スタッフ合わせて57人が新型コロナウイルスに感染したため、登録抹消となり、オールスターも辞退した。8月16日の対DeNA戦（横浜スタジアム）で復帰し、6回3失点1奪三振の内容だったが敗戦投手になった。8月23日の対中日戦（東京ドーム）で8回無失点4奪三振で勝利投手になり、チームの連敗を6で止めた。菅野が巨人の5連敗以上を止めたのは通算7度目となり、球団歴代最多記録となった。10月2日、チームのシーズン最終戦の対DeNA戦（横浜スタジアム）に先発し、5回無失点2奪三振の内容で、2年ぶり8度目の規定投球回に到達した。その後も味方がリードを守りきって勝利投手になり、2年ぶり8度目の2桁勝利となる10勝目を挙げた。チームはリーグ4位でポストシーズン進出とはならなかった。最終成績は147回を投げ、10勝7敗、勝率.588、防御率3.12、104奪三振だった。11月9日、海外FAを行使せず残留を表明した。契約更改では1億円減の推定5億円でサインした。
2023年、投球フォームを腕主導のフォームにし、シーズンに挑む。3月18日、オープン戦の対日ハム戦（東京ドーム）で右肘に張りが出たため、自身プロ入り後初の開幕二軍スタートとなった。その後、二軍の試合に登板するなどファームで調整し、6月11日の対福岡ソフトバンク戦（福岡PayPayドーム）で一軍に復帰。5回2失点4奪三振でシーズン初勝利を挙げた。7月17日、対ヤクルト戦（神宮）で0回1/3を投げ6失点で降板し、自身プロ最短降板となった。8月17日、対中日戦（バンテリンドーム）で6回1/3を投げ無失点2奪三振で、勝利投手になった。この勝ち星により菅野自身、セ・リーグ5球団全てからの20勝以上となり、これが球団史上8人目の記録となった。8月23日、対ヤクルト戦（東京ドーム）に先発予定だったフォスター・グリフィンが当日の試合前練習で、頭部に打球を受け負傷したため、急遽、菅野が1日前倒しして自身プロ入り後初のスクランブル先発登板をすることになった。結果は7回3失点9奪三振の内容で自身に勝ち星は付かなかったが、チームは延長戦で勝利した。9月16日、対中日戦（バンテリンドーム）で、6回1失点6奪三振の内容だったが、味方からの援護点が無く、敗戦投手になった。この試合の1回裏、先頭打者の岡林勇希に本塁打を打たれ、その1失点によりチームは敗戦した。初回先頭打者本塁打による0対1の試合は日本プロ野球13度目（セ・リーグ7度目）であり、巨人が敗戦するのは初の記録となった。チームはリーグ4位で2年連続でポストシーズン進出できなかった。最終成績は77回2/3を投げ、4勝8敗、勝率.333、防御率3.36、54奪三振の成績だった。投球回数、勝ち星、奪三振数はプロ入り後、自己最小で、勝率もプロ入り後、自己ワーストを更新。規定投球回と2桁勝利も逃し、自身3度目のシーズン負け越しとなった。10月19日、自身が6期務めた選手会長を2024年から大城卓三に引き継ぐと発表された。11月14日、FA権を行使せず残留を表明した。12月1日、契約更改では1億円減の推定年俸4億円でサインした。
2024年、「プレートを踏む位置を、従来の一塁側から三塁側に変更」、「登板前のルーティンの遠投を廃止し、ライナーで投げる練習法に切り替え」、「ブルペンの球数を減らす」など新たな調整法を取り入れる。また、「今年ダメなら」という覚悟でシーズンに挑む。4月4日、対中日戦（バンテリンドーム）で小林誠司とバッテリーを組み、7回無失点3奪三振の内容でシーズン初勝利を挙げた。5月11日、対ヤクルト戦（神宮）で6回裏に村上宗隆から空振り三振を奪い、自身プロ通算1500奪三振を記録。通算投球回数1739回2/3で到達は1994年の槙原寛己の1750回1/3を抜く球団最速での達成となり、30年ぶりに更新した。試合も6回2失点4奪三振の内容で勝利投手になり、この勝ち星で自身5度目となる開幕からのシーズン4連勝となった。5度目の開幕からのシーズン4連勝は日本プロ野球史上3人目、2004年の工藤公康以来20年ぶりの記録で、ヴィクトル・スタルヒン、工藤公康と並ぶ日本プロ野球最多タイ記録となった。5月16日、体調不良のため登録抹消された。5月26日、対阪神戦（甲子園）で復帰し、6回1/3を投げ、1失点4奪三振の内容だった。自身に勝ち星は付かなかったが、チームは延長戦で勝利した。7月28日、対DeNA戦（横浜スタジアム）で無四球でのシーズン初完封勝利（8奪三振）を挙げた。8月4日、対ヤクルト戦（東京ドーム）で7回1失点4奪三振の内容で勝利投手になり、2年ぶり9度目の2桁勝利となる10勝目を挙げた。また9度目の2桁勝利はヴィクトル・スタルヒン、藤本英雄、別所毅彦、槙原寛己、斎藤雅樹と並ぶ球団史上4位タイの記録となった。また、35歳以上シーズンでの2桁勝利は生え抜きでは1955年の中尾碩志以来69年ぶりとなった。8月11日の対中日戦（バンテリンドーム）で8回1/3を投げ1失点3奪三振の内容で勝利投手になり、開幕からのビジターでのシーズン8連勝を達成。これは2001年の入来祐作以来23年ぶりとなるセ・リーグタイ記録となった。またこの記録は島田源太郎、高橋一三、外木場義郎、入来と並ぶセ・リーグ史上5人目の記録となった。9月1日の対阪神戦（甲子園）で7回1失点（自責点0）3奪三振の内容で完投（雨天コールド）勝利を挙げ、開幕からのビジターでのシーズン9連勝を達成。これはセ・リーグ新記録および日本プロ野球史上歴代3位となった。9月10日、対広島戦（MAZDA Zoom-Zoom スタジアム広島）で5回無失点5奪三振の内容で勝利投手になった。これで2013年の田中将大以来11年ぶりとなる開幕からのビジターでのシーズン10連勝を達成。自身のセ・リーグ新記録も更新し、岩隈久志と並ぶ日本プロ野球史上歴代2位タイの記録となった。9月22日、対阪神戦（甲子園）で8回1失点2奪三振の内容で完投したが、味方からの援護点が無く、敗戦投手になった。これで開幕からのビジターでの連勝記録が止まったが、2年ぶり9度目の規定投球回に到達した。9月28日、勝利すれば自力でのリーグ優勝を決められる対広島戦（MAZDA Zoom-Zoom スタジアム広島）に先発登板し、8回1失点4奪三振の内容で勝利投手になった。これにより自身4年ぶり5度目となるリーグ優勝を達成。さらにこの勝利で自身6年ぶり3度目となるシーズン15勝も達成した。35歳以上のシーズンでの15勝は球団では1955年の中尾碩志以来69年ぶりで、同じく35歳以上のシーズンでの貯金12個は1953年の藤本英雄の貯金11個を超える71年ぶりの球団最年長新記録の更新となった。この年に最後まで優勝争いをした阪神監督の岡田彰布は巨人の優勝の要因について「やっぱり菅野やろ、結局は。菅野であれだけ貯金をつくったことが大きいよ。そこに尽きるよな」と菅野を称えた。また、堀内恒夫は「昨年4勝で35歳になる菅野が、ここまでの成績を残すとは正直、思わなかったし、誰もが同じ気持ちだったんじゃないか。力のあるベテランが復活して、勝ち星を積み重ねていくと、チームに「落ち着き」のようなものが出てくるんだよ。優勝をたぐりよせる影響力は、間違いなくエースナンバー「18」がもたらしたよな」と巨人優勝のMVPは菅野だと絶賛し、スポーツ報知がアンケートをとった「ファンが選ぶ2024巨人MVP」でも菅野が1位に選ばれた。最終成績は156回2/3を投げ、15勝3敗、勝率.833、防御率1.67、111奪三振、3完投、1完封の成績で、自身4年ぶり4度目の最多勝利と自身4年ぶり2度目の最高勝率のタイトルを獲得し、自身4度目の防御率1点台も達成。35歳以上のシーズンでの最多勝利および最高勝率の獲得は2014年の山井大介以来10年ぶりだった。また、35歳以上のシーズンでの防御率1点台は2リーグ制後初で、1944年の1リーグ時代の若林忠志以来80年ぶりの記録となった。10月17日、クライマックスシリーズファイナルステージ第2戦の対DeNA戦（東京ドーム）で7回2失点5奪三振の内容だったが、味方からの援護がわずか1点で、敗戦投手になった。10月21日、クライマックスシリーズファイナルステージ第6戦の対DeNA戦（東京ドーム）で2対2の同点の8回表から登板し、この回は三者凡退で抑えたが、回跨ぎをした9回表に二死三塁で牧秀悟に適時打を打たれ失点した。次の打者の佐野恵太を抑えたが、9回裏で味方が追いつくことが出来ず、結果は2対3で試合終了。中3日での登板（自身初のポストシーズンでのリリーフ登板）だったが、2回1失点1奪三振の内容で敗戦投手になった。これにより巨人はアドバンテージを含めた3勝4敗でクライマックスシリーズファイナルステージを敗退した。この自身の黒星で、個人でのCS通算5敗目となり、斉藤和巳、杉内俊哉、チェン・ウェインと並ぶプロ野球ワーストタイ記録およびセ・リーグワースト新記録となってしまった。菅野は試合終了後に涙を流し、インタビューでは「みんながつないでくれた登板だったので、なんとか結果で応えたかったですけど、でも、全部のボールに悔いはないし、最善の準備をしてマウンドに上がったので。ホント結果としては、申し訳ないし、でも、きょう投げたボールに悔いはないです」と話した。また、この試合で菅野が日本最後の登板になる可能性があるということで、登板した際はファンから大歓声があがり、これに関して菅野は「そういうふうに思ってくれてるってのは僕も分かってますし、それだけにやっぱり悔しいですよね。でも、ホントに。でも、今日の歓声っていうのは。はい。一生忘れることできない。うれしかったです」とコメントした。10月22日、小林誠司と共に自身3度目となる最優秀バッテリー賞を受賞した。自身の受賞は2017年以来7年ぶり、小林との受賞も2017年以来7年ぶりの受賞となり、菅野は「最多勝、最高勝率も獲ったけど、（バッテリー賞が）一番うれしい」、「また、誠司とバッテリーを組めると思ってなかったし、何とか誠司も頑張ってくれて結果が出た。最後の最後まで組めて本当に良かった」と話した。また、投手の3回受賞は2023年の山本由伸以来1年ぶりで、西口文也、山本と並ぶ日本プロ野球投手最多タイ記録およびセ・リーグ投手最多新記録となった。10月28日、沢村賞の発表がされたが、該当者なしとされた。この年は戸郷翔征、有原航平、伊藤大海、東克樹と争ったが、堀内恒雄は「たくさんの選手の名が挙がったが、帯に短し襷に長し、あちらを立てればこちらが立たぬ、ということで一本化することができなかった」、「これほどの投高打低の時代に、もう少し成績が出てもいい。この賞は最優秀投手を選ぶのではない。沢村さんの名前を冠した格式、威厳ある賞。無理に選ぶことはない」と話した。平松政次は菅野を推したが、山田久志は「菅野はどうしても三振、イニング数が見劣ってしまう」、斎藤雅樹は「僕は菅野が非常にいいと思ったが、イニング数が物足りなかった」、工藤公康は「今回は飛び抜けた存在が見つからなかった」と評し、今年の菅野は投球回数、奪三振数が少なかったため、選ばれず、自身3度目の沢村賞受賞は叶わなかった。また、菅野が15勝、防御率1.67の成績でも受賞出来なかったことで、賛否両論の議論が生まれた。ファンの間では「突出した選手がいなかったから仕方がない」と選考に理解を示す声がある一方で、投手分業制が進む中で「年間200イニングは厳しい」「（選考基準が）時代に合わなくなりつつある」という指摘もされ、先発完投型の選手をたたえる賞という枠組みの中で、令和の野球界にも新たな見識、選考基準の見直し、アップデートが必要ではないかという声が多く出た。11月12日、自身4年ぶり5度目となるゴールデングラブ賞を受賞した。11月13日、自身初となるゴールデンスピリット賞を受賞した。巨人では、2016年の内海哲也以来8年ぶりとなった。11月25日、自身4年ぶり5度目となるベストナインを受賞した。ベストナインの5回受賞は1996年の斎藤雅樹以来28年ぶりで、稲尾和久、山田久志、斎藤に並ぶ日本プロ野球歴代2位タイ、斎藤と並ぶセ・リーグ投手最多タイ記録となった。11月26日、自身4年ぶり3度目となる最優秀選手を受賞した。投手の3度の受賞は2023年の山本由伸以来1年ぶり、山田久志、山本と並ぶ日本プロ野球投手史上3人目で、セ・リーグ投手では史上初となり、日本プロ野球投手最多タイ記録およびセ・リーグ投手最多新記録となった。また、35歳での最優秀選手の受賞はセ・リーグ投手最年長新記録で、1956年に34歳で受賞した別所毅彦のセ・リーグ投手最年長記録を68年ぶりに更新した。菅野は「本当に充実したシーズンでしたし、優勝もできてすごくいいシーズンだったんですけど。最後ああいう形で日本シリーズにいけなかったのは悔しいですけど、それも含めていい経験をさせてもらったので野球人生で忘れられない試合になりました」と笑顔を見せ、「おそらく去年の今ごろは菅野がMVPを獲るとは誰も思ってなかったと思いますが、やれるんだとオフから見つめ直してきた」「いろんな要因があると思いますけど1つは久保康生コーチとの出会いが大きかった。去年の5、6月から新しいフォームをつくって。久保コーチと会っていなかったらここにいない」と久保に感謝し、「あとはキャッチャーの小林の存在が大きい」と小林にも感謝のコメントをした。

### 海外FAでのメジャー挑戦に向けて
2024年10月4日、2024年オフに海外FA権を行使してメジャーリーグへの移籍を目指す見込みだとESPNで報じられた。また、MLB関係者からは菅野のことを「日本のマダックス」と評価されていることも報じられた。10月5日、菅野はMLBへの移籍について「こういう大事な時期に（報道が）出て申し訳ない。きょうしっかり自分の気持ちを話して、以降はこの件については聞かないでほしい。シーズン終わったら、また自分の口から話をさせてもらうので」「球団に伝えたのはもうちょっと前ですね。まだ伝えてない人もいるので報道で知ってしまった人には申し訳ない」と語り「（球団側からは）今回、FAというのもありますけど、僕の権利ですし。『戦力的には痛いけど応援する』と言ってもらいました。ありがたいです」「2020年にいけなかったのがずっとあったので、そういう決断をしました」とMLBへの挑戦を表明した。また、代理人事務所「VCスポーツグループ」と契約したことも報じられた。10月29日、巨人の秋季練習で、読売ジャイアンツ球場にベテランも含む選手全員が集まった中、菅野はスーツ姿で球場を訪れ、阿部慎之助監督などチーム関係者にあいさつした。阿部は「個人的には応援したいこと。12月に入ってから渡米するようなので、ぜひ、頑張っていいチームにいってほしいと伝えさせてもらった。（明日以降は）離れると思います」と明かした。11月1日、ジ・アスレチックで「球速は平均的ながら、信じられないほどの制球力があり、それが、ピッチングを支えている。持っている球以上にパフォーマンスを出す投手を狙うなら、それが菅野だ」と紹介された。11月4日、MLB公式サイトのMLB.comで菅野が紹介され「彼は国際フリーエージェントになるための十分な現役期間を積んでいるので、ポスティング期間内ではなく、オフシーズンを通してオプションを追求することができる。抜群のコントロールで知られ、今年の奪三振率は6.94。彼のプロフィールは、33歳でメジャーに挑み、ロサンゼルス・ドジャースとニューヨーク・ヤンキースで7シーズンにわたって先発投手として活躍した黒田博樹に似ている」と評された。11月5日、サンディエゴ・パドレスが菅野争奪戦に参入の方向となったとパドレスGMのA.J.プレラーが明かした。11月7日、菅野が6日に海外FA権の申請書類を提出したことを明かし、またトレードルーマーズで、菅野の移籍先の予想候補としてテキサス・レンジャーズ、ロサンゼルス・エンゼルス、ミルウォーキー・ブルワーズ、ニューヨーク・メッツだと報じられた。11月8日、パドレス、レンジャーズ、エンゼルス、ブルワーズ、メッツに加え、シカゴ・カブス、ボストン・レッドソックス、ピッツバーグ・パイレーツも菅野に関心を示していると報じられた。11月24日、サンフランシスコ・ジャイアンツが菅野を獲得調査していることが報じられた。11月25日、自身の移籍の現状について「（MLB球団から）僕の方にはまだ話は来ていないです」「代理人が毎日のように各球団と交渉してくれていると思う」と明かし「今決まっているのは12月頭に渡米してハワイで自主トレをやりながら、そういう機会があれば向こうでZoomミーティングなりを考えています」と話した。12月3日、自主トレ先のハワイに向かうために空港へ来た際、サプライズで大勢、山﨑伊織、泉圭輔、船迫大雅、高橋礼が空港まで見送りに来てくれ、菅野は見送りにきた後輩達に「ありがとう」と何度も感謝し、日本を出発した。12月13日、オークランド・アスレチックスが菅野に興味を持っていると報じられた。

### オリオールズ時代
2024年12月17日、ボルチモア・オリオールズと1年1300万ドル（約20億円）で契約合意したと、オリオールズ公式Xが報じた。オリオールズへの歴代日本人選手の加入は、上原浩治、和田毅、藤浪晋太郎に続く4人目。巨人からMLBへ移籍した歴代日本人選手は柏田貴史、松井秀喜、桑田真澄、上原、髙橋尚成、山口俊に続き、菅野が7人目。菅野の母校である東海大相模高校出身者初のメジャーリーガーとなった。また、1989年度生まれ世代（唐川・中田・由規世代）初（唯一）のメジャーリーガーでもある。オリオールズ専門メディア「Birds Watcher」は菅野獲得に関して、「素晴らしい契約だ。オリオールズがMVP3度の菅野を獲得した。日本人右腕はNPBで長年にわたり成功を収めている。35歳の菅野は、先発投手としての全盛期は過ぎているのは間違いない。近年は球速が90mph台前半（約146～150km/h）まで落ちているが、正確なコントロールと弱いコンタクトを誘発する能力は、日本人投手のランキング上位に位置する。球速の低下から生じる課題を考慮しても、その能力はMLBで期待できる」と伝え、さらに「菅野の基本的なスキルセットは高水準を誇っており、ザック・エフリン、グレイソン・ロドリゲスに続く、3番手または4番手の先発投手としてローテーションに組み込まれるだろう」と報じた。また、AP通信はオリオールズと菅野の契約について、「同意なしでマイナーリーグに配属されることはなく、1300万ドルの年俸に加えていくつかのボーナスを受け取れる。オールスター選出で5万ドル（約770万円）、サイ・ヤング賞で10万ドル（約1540万円）、同2位で7万5000ドル（約1150万円）、同3位で5万ドル、ゴールドグラブ賞で5万ドル、リーグチャンピオンシップシリーズMVPで5万ドル、ワールドシリーズMVPで10万ドル。契約満了後にはFAになる」と契約の詳細を報じた。12月19日に入団会見が取り行われた。オリオールズを選んだ理由に関して、「素晴らしいピッチングスタッフ、プレーオフ、ワールドシリーズで勝ちたいという熱意が伝わってきた。純粋にここでプレーしたいと思った。」「やっぱり一番熱意を感じたし、素晴らしいピッチングスタッフもそろっているし、捕手もメジャー屈指。シンプルにチャンピオンを狙えるチームと契約したいなと思った。」と話した。1年契約に関しての質問には「それをモチベーションにしたい。（この）1年で勝負する。」と決意を表明した。2025年1月29日、オリオールズGMのマイク・エリアスが、オリオールズのGM付特別アドバイザー権コミュニティー・アンバサダーのアダム・ジョーンズから菅野の獲得を勧められたことを明かした。2月7日、オリオールズでの背番号は19と発表された。2月14日、菅野の就労ビザ発給の遅れにより、キャンプインが遅れていることを球団が発表した。2月15日、菅野の通訳に関して、過去にMLB時代の山口俊の通訳を務めた桜井悠人が担当することになったと発表された。
2025年 、「先入観を持たないようにして、求められたことに対して力を発揮する」をテーマにシーズンに挑む。2月16日、菅野がフロリダ州サラソタのキャンプ地に入ったことが報じられた。2月19日、自身キャンプ初のブルペン投球練習を行った。2月21日、自身初のライブBPの練習を行った。また、「（マウンドは）違和感がなくて。いや、なんなら、こっちの方が柔らかいと思いますよ。東京ドーム（のマウンド）より硬いのは、経験したことがない。（読売）ジャイアンツの外国人選手からも、東京ドームに対応できれば、どこでも大丈夫と言われていた。（ボールに関しても）全然、違和感ないです。若干滑る感じは、なくもないですけど、気になるほどじゃない。（ピッチコムについて）いや、あんまり覚えてない。多分、気になってないってことかな」と話した。2月27日、MLB・オープン戦に初出場した。3月23日、菅野が正式に先発ローテ入りすることがマイク・エリアスGMから発表された。3月31日、対トロント・ブルージェイズ戦（ロジャーズ・センター）でアドリー・ラッチマンとバッテリーを組み、自身MLB初登板・初先発をした。1回裏にウィル・ワグナーから空振り三振を奪い、MLBでの自身初の奪三振を記録。4回2失点1奪三振の内容で、5回も1度はマウンドに上がって投球練習を行ったが、右手を気にするようなしぐさを見せて通訳やトレーナーらがマウンドに向かい、話し合った結果、降板。球団は「けいれん」と発表した。その後、チームは敗れ、自身も敗戦投手となり、自身MLB初黒星を喫した。ブランドン・ハイド監督は菅野について「両手にけいれんがあり、もちろん右手の方が懸念材料だった。だが水分と食べ物を取り、状態は改善されている。次回登板は問題ないだろう。けいれんは5回になって初めて自覚したそうだ」と明かした。また、日本人投手がメジャーで先発デビューした投手の中では、菅野の35歳は、日本人歴代最年長となった。4月6日、対カンザスシティ・ロイヤルズ戦（カウフマン・スタジアム）で、ゲイリー・サンチェスとバッテリーを組み、5回1/3を投げ、1失点4奪三振の内容で自身MLB初勝利を挙げた。また、35歳5か月でのMLB先発初勝利は、上原浩治の34歳0か月を抜いて、日本人歴代最年長となった。8月1日、MLB他球団へのトレードの可能性がメディアで報じられていたが、2025年シーズンのオリオールズへの残留が決まった。8月15日、対シアトル・マリナーズ戦（オリオール・パーク・アット・カムデン・ヤーズ）で、5回1/3を投げ、1失点2奪三振の内容で勝利投手になり、MLBでの自身初の10勝目を挙げた。また、日本人のMLB新人投手の10勝は2024年の今永昇太以来の1年ぶりで、日本人歴代新人投手史上10人目となった。

## 代表経歴

### アマチュア時代
2009年、第37回日米大学野球選手権大会の大学日本代表に選ばれ、チームは優勝した。
同年、2009年アジア野球選手権大会のアマチュア日本代表に選ばれ、チームは優勝した。
2010年の大学3年の時に第5回世界大学野球選手権大会の大学日本代表に選ばれた。予選リーグのキューバ戦（明治神宮野球場）で7回から救援登板したが、3回3失点5奪三振の内容だった。チームはこの試合は7対12で敗戦したが、予選リーグは突破した。また、この試合で自己最速となる157km/hを記録した。準々決勝の台湾戦（横浜スタジアム）に先発登板し5回無失点4奪三振の内容で勝利した。準決勝のアメリカ戦（横浜スタジアム）は自身は登板しなかったが、この試合に先発登板した斎藤佑樹が6回4失点し、チームは2対4で敗戦。優勝を逃した。3位決定戦の韓国戦（神宮）でも自身の登板は無かったが、チームは9対0で勝利したため、チームの最終順位は3位で終えた。
2011年、第38回日米大学野球選手権大会の大学日本代表に選ばれたが、大学アメリカ代表に敗れ、優勝を逃した。

### NPB時代
2013年10月、11月8日からの「2013 BASEBALL CHALLENGE 日本 VS チャイニーズ・タイペイ」の日本代表メンバーには選ばれなかった。
2015年10月9日、11月8日から始まる第1回WBSCプレミア12の日本代表メンバーの28名に選出され、自身プロ入り後初の日本代表に選ばれた。自身の日本代表初登板・初先発となった11月14日、1次ラウンドの対アメリカ戦（桃園国際野球場）で先発し、4回2失点4奪三振と試合を作りチームの勝利に貢献した。準決勝の韓国戦（東京ドーム）では自身は試合に出なかったが、日本が3点リードしている中、8回表にリリーフで則本昂大が登板し、1回0/3を投げ4失点して逆転された。そのままチームは3対4で敗戦してしまい、優勝を逃してしまった。11月21日の対メキシコ戦（東京ドーム）の3位決定戦では2番手でリリーフ登板し、3回1失点2奪三振の内容で勝利投手になった。この勝利で日本代表はプレミア12を3位で終えた。個人では2登板（1先発）、1勝無敗、7回3失点、防御率3.86、6奪三振の成績だった。
2016年2月15日、3月に行われる「侍ジャパン強化試合 日本 vs チャイニーズタイペイ」の日本代表メンバーの26名に選出され、初戦（ナゴヤドーム）に先発登板し3回無失点4奪三振の好投で勝利投手になった。
2016年10月18日、11月に行われる「侍ジャパン 野球オランダ代表 野球メキシコ代表 強化試合」（東京ドーム）の日本代表メンバーの28名に選出されたが、コンディション不良により出場登録を抹消された（チームには帯同）。
2017年2月3日、3月6日から始まる第4回ワールド・ベースボール・クラシックの日本代表メンバーの28名に選出され、野球日本代表監督の小久保裕紀からエースと指名された。自身WBC初登板・初先発となった3月8日、1次ラウンドの対オーストラリア戦（東京ドーム）に先発し4回1/3を投げ1失点4奪三振と試合を作り、チームは勝利。3月14日、2次ラウンドの対キューバ戦（東京ドーム）にも先発し、ジュリスベル・グラシアルに2点本塁打を打たれるなど4回4失点6奪三振だったが、チームが逆転勝利した。3月22日の準決勝の対アメリカ戦（ドジャー・スタジアム）でも先発し、小雨が降りコンディションが悪い中、4番ノーラン・アレナドを3三振に打ち取るなど6回1失点（自責点0）6奪三振と好投。しかし、同点の8回表にリリーフで千賀滉大が登板した際、一死二・三塁の場面で、アダム・ジョーンズが打った三塁へのボテボテのゴロを松田宣浩が処理しようとしたが、ボールが手につかず、バックホームできなかった。一塁はアウトにしたものの失点し、1対2でチームは敗退した。WBCは3位決定戦が無いため、日本はベスト4で終えた。アメリカ代表監督のジム・リーランドは、菅野に対して、「彼はメジャーリーグのピッチャーに相当する」と賛辞を送った。また、アメリカ代表のアンドリュー・マカッチェンは「菅野はとても制球力に優れていた。彼は落ち着いて投げていて、多くのヒットを打つことは難しかったよ」と称賛のコメントをし、同じくアメリカ代表のクリスチャン・イエリッチもこの日登板した菅野と千賀に対して、「チーム内で話題になるくらいすごかった。今すぐでもメジャーでいける」と称賛した。WBCでの個人成績は3先発、0勝無敗、14回1/3を投げ、6失点（自責点5）、防御率3.14、16奪三振で、奪三振数は千賀と共に大会最多タイだった。
2018年10月10日、11月に行われる日米野球の日本代表メンバーの29名に選ばれたが、扁桃腺の手術のため、辞退した。
2019年10月2日、11月2日から始まる第2回WBSCプレミア12は腰痛の影響を考慮され日本代表メンバーの28名から外れた。
2021年6月16日、7月28日から始まる2021年東京オリンピックの野球日本代表メンバーの24名に選出された。また、野球日本代表監督の稲葉篤紀から田中将大と共に投手リーダーに指名された。7月3日、コンディション不良を理由に2021年東京オリンピック野球日本代表を辞退した。
2022年10月、11月9日から始まる「侍ジャパンシリーズ2022 日本 vs オーストラリア」の日本代表メンバーに選ばれなかった。
2023年1月、3月に開催される第5回ワールド・ベースボール・クラシックの日本代表メンバーの30名から落選した。
2024年2月、巨人の台湾遠征の楽天モンキーズ戦のメンバーに選ばれたため、3月6日から始まる「カーネクスト 侍ジャパンシリーズ2024 日本 vs 欧州代表」の日本代表メンバーに選ばれなかった。
2024年10月9日、11月9日から開催される第3回プレミア12は前もって今オフに海外FAでメジャー挑戦することを表明していたため、日本代表メンバーに選ばれなかった。

## 選手としての特徴
| 球種         | 配分 | 平均球速 | 平均球速 |
| 球種         | %    | mph      | km/h     |
| ------------ | ---- | -------- | -------- |
| スプリット   | 24.8 | 86.8     | 139.7    |
| スイーパー   | 17.3 | 82.3     | 132.4    |
| カットボール | 15.9 | 87.2     | 140.3    |
| フォーシーム | 15.6 | 92.1     | 148.2    |
| シンカー     | 13.5 | 92.0     | 148.0    |
| カーブ       | 13.0 | 77.5     | 124.7    |

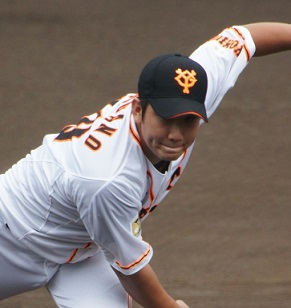
2014年、読売ジャイアンツ時代

スリークォーターから繰り出す、平均147.9km/h（2024年度）・最速157km/h（プロ入り後の最速は156km/h）のフォーシーム、シンカー、ツーシーム、ワンシーム、シュート、スプリット、フォーク、カットボール、真っスラ、空振りが取れるスイーパー、縦・横のスライダー、カーブ（パワードロップ系、ドロップ系）、チェンジアップなど、多彩な球種を持ち球とする。球種に関しては「覚えようと思って覚えられなかった球種はない」と述べている。
アマチュア時代・NPB時代は主にフォーシーム、シュート、スライダーの3球種で全投球の約8割を占め、中でもスライダーが高く評価されているが、橋本信治は「スライダーよりも菅野のアウトコースのストレートが魔球だ」と話し、「（菅野のストレートは）打者がバットの先で空振りするんです。通常、ストレートの空振りはバットの上や下を通るのに…。実は彼、スリークオーターの投手ですが、身体の使い方がサイドスローなのです。腕が横回転するので、右打者から逃げていくような真っ直ぐの軌道が実現する。けっしてカットボールのような変化はしていない。でも、右打者のバットが届かない。唯一無二のストレートでした」と評している。
2011年に、雑誌で涌井秀章の握りを見てシュートを習得。すぐに使えるようになったという。
2012年1月、アリゾナ州のトレーニング施設で王建民からワンシームとツーシームを習得するが、ワンシームの方は制球が困難なため封印する。また、王建民から黒田博樹のツーシームを見習うべきと言われ、黒田のMLBでの投球を研究し始める。
2015年のオールスターで前田健太からスライダーを教わり、本塁から7メートル前後で突然曲がり出すスライダーを投げられるようになった。菅野のスライダーは投げてから途中までフォーシームと同じ軌道で進み、フォーシームの軌道とスライダーの軌道の差がボールが曲がりだす位置の差を直径とした「ピッチトンネル」と呼ばれる穴が狭いため、打者は球種の見分けが難しくなり、バットに当てられる確率は低くなっている。相川亮二は菅野のスライダーを岩瀬仁紀のスライダーとイメージが重なると評し、松田宣浩は「（菅野のスライダーは）とくにアウトコースがまったく打てない。振ろうとしてもバットとボールがすれ違う。振り出しからの曲がり幅が大きいからです。『甘く見えるから、それがどんな球でも振りたい』っていう打者心理を利用した変化球ですね。ド真ん中を振ったつもりなのに、捕手はボールゾーンで捕球してました」と話している。
2015年オフに、これまで制球が不安定だったため、封印していたワンシームを解禁し、完全習得した。また、指力を鍛えたことでスピンが増し、フォーシームの質が上がった。2017年WBCの準決勝・アメリカ戦、この試合のフォーシームの平均回転数は2,513rpm、またカーブも平均2,859rpmを計測し、メジャーリーグの平均値より上だった。全盛期（2020年度）にはフォーシームの平均回転数約2,400rpm、最高2,600rpmを計測。
2016年11月の日本代表の強化試合で武田翔太からチェンジアップを教わり習得するもシーズンでは使用せずに封印した。
2017年オフの自主トレでシンカーを習得したが、同じく制球難で封印している。
2018年2月に金田正一と対談した際、金田から右打者に対してインコースのスライダーを使っていった方が良いとアドバイスを貰い、その後、右打者にもインスラを使うようになった。
2018年オフから球威を上げるために上体の力を抜き、体をムチのようにしならせ、パワーをよりボールに伝える「脱力投法」を取り入れている。
2019年オフ、千賀滉大や上野由岐子と共に「鴻江スポーツアカデミー」が主催する合宿に参加し、自身の「うで体（猫背タイプ）」の骨格に合わせた新投球フォームを取り入れた。投球フォームを変えたことにより腰の負担の軽減と共にフォーシーム、スライダー、フォークの平均球速が上がった。また、前年に腰痛で苦しんだため、スポーツトレーナーの鴻江寿治から投球フォームを変えることを提案され悩んでいる時に上野から「今年は本当に変えるときだと思うよ。変えていかなきゃダメ。やってみないと。ダメなら元に戻せばいいんだから」とアドバイスを貰っている。
2020年オフからプレートの一塁側から投げるようにし、ツーシームの角度がよりつくようになった。また、桑田真澄からカーブのコツを教わり、鋭さが増すようになった。
数年間自身の不調が続いたため、2023年春からコーチの久保康生の指導のもと、投球フォームの見直しが行われた。久保によると「体の使い方がいびつだと体もあちこち痛くなるし状態も悪くなる。理にかなった、守らなければならない部分があって、それを守っていけばそんなに壊れることはない。菅野は昨年の時点であちこちがひずんでいた。」「菅野も以前は（体をねじらずに）そうやって投げていたんだけど、キャリアを重ねるウチに段々と体をねじるようになっていた。」とし、投球始動の時に体をねじっていた動作を自然と体がパタンと倒れる形に変え、自分の高さを生かしたフォームに切り替えていくなど試行錯誤をした。また「球持ち」をより良くすることを意識し、ボール1個分（約7.3センチ）でも、バッターに近いところから投げることができれば、打球をほとんど詰まらせられることが出来るため、マウンドから打者までの18.44メートルをどれだけ短くできるかを考えている。また、そのためには体重移動や腕の軌道など、投球に関係するあらゆる動作を突き詰める必要があり、必死の努力で新たなフォームを固め、球持ちもさらに良くしたことで、打者からは菅野の直球は実際の球速よりも速く見えるようになったという。そうした改良の結果、2024年からようやく成果が出始めた。スポーツ記者の水井基博が菅野を取材した際、菅野は「直球の角度」にもこだわったと話している。バッターは基本、地面と平行に振る「レベルスイング」が多く、ここにボールの角度が付けば、その軌道に合わせるのが難しくなり、一点集中になる。そうなると、バットに当たる確率は下がっていく。菅野が求めた「角度」には、昨年から20センチの差が出来たという。右足の使い方から見直し、186センチの身長をなるべく保ったまま、体を打者よりに倒し、近づけていく。久保からは「右足は地面から45度まで倒していい」と助言され、菅野は「自分の中でうまくアレンジしています」と工夫した。こうした取り組みで球を離す高さの位置が劇的に変わった。地面から166センチの高さだったリリースポイントは今年、186センチまで上がった。20センチも変われば打者の目線も上がり、球離れも遅くなり、バッターはより近く感じるようになった。打者からは「スライダーの曲がりが全然違う」と言われ、すべての球種に質の向上が見えた。水井は「「復活」という言葉を耳にするが、違う。ここにきて「成長」という表現が正しい」と評している。また、ボールに角度がついたことにより、特に縦の変化がより効果を発揮するようになった。2024年6月下旬から握り方を人さし指だけ縫い目にかける形にしたことが功を奏し、フォークボールが進化したという。そして完全にフォークの習得を確信したのは、7月14日のDeNA戦（東京ドーム）で、タイラー・オースティンに対して投じたストライクの軌道から鋭く落ちるフォークで、空振り三振を奪った際に「あの1球でよし、フォーク使える、つかんだって思いました」と確信を得た。菅野はフォークに関して、「自分の中でも落ちる原理が見つかった。深く握って、いかに回転をかけないように投げようと考えたんですけど、ある日、YouTubeとかでフォークのこと研究していて。横の回転の要素がないと落ちないなと」とYouTubeからヒントを得たと明かしている。また、菅野の2024年シーズンの全奪三振の内、フォークが30％以上を占め、自身の全球種の中で一番奪三振の多い球種だった。さらに制球に関して、「球の軌道も違う。そこにボール行きそうだなとか。コントロールは今が一番いい」「今年のダブルプレーの率を見てほしい。12球団の規定投げている投手の中で一番取った自信がある。そこに投げたら、そこに飛ぶだろうなと思って投げていた」と話し、実際、2024年シーズンの走者一塁での併殺率は12球団トップの19.0％だった。菅野の絶不調から35歳での復活について日本球界で話題になり、複数人のプロ野球OBがそれぞれの分析コメントを出している。
- 西本聖は「かつてのエース復活ではなく、新たな菅野が誕生した」と評し、「投球フォームが大きく改善され、上半身が突っ込むのがなくなり、右足にしっかり体重が乗って、イチ、ニ、サンと我慢してから左足を踏み出しています。もうひとつ大きかったのは、悔しさを持ったことです。悔しさから生まれたのが体の軸で、昨年（2023年）の成績の不甲斐なさから一念発起して下半身強化に努めたのでしょう」「体の軸がしっかりしたことで、トップの形をしっかり作ることができています。タメが生まれて左肩の開きが抑えられ、ボールを上からリリースできるようになった。体重移動もスムーズで、ストレートの威力とキレが増し、持ち球のスライダーやシュートの制球力もよくなりました。特にフォークボールの精度が上がって要所を締めることができる。すべてがいい方向に向かっています」[458]。
- 辻恭彦はスガコババッテリーが復活したのが大きいと話し、「安心感からか、小林誠司の構えたミットに投げようとする菅野に余分な動作がなくなりました。投球がシンプルになったことで、2年連続で沢村賞（2017、2018年）を獲得した頃のピッチングに戻った。私も江夏豊とバッテリーを組んでいた時代、どうすれば力が発揮できるかを考えてリードし、結果を出すことで江夏も安心して投げ込んできました。小林も同じで、スッと構えるから菅野も迷いなく投げる。そんな信頼関係が構築されています」[459]。
- 阿波野秀幸は「やはり体調面で本来の自分を取り戻したことだと思います。昨年は春のキャンプから試行錯誤しながら調整していましたが、右腕痛で戦線離脱。その影響もあって成績を残せませんでした。昨年末はオフを返上してトレーニングを続け、その努力が結実したということでしょう。投手はスタミナの部分で、脂肪も必要ではあります。ただ昨年はかなり走り込んだようで、体にキレが戻ってきました。菅野といえば、代名詞はスライダーですが、体のキレが戻ったことで、ストレートに力強さが出てきました。配球パターンを研究されるなか、もう一度ストレートを見つめ直したのでしょう。また、プレートの踏む位置を一塁側から三塁側に変更するなど、工夫も見てとれます。」とし、次に小林とのバッテリー再結成を挙げ、「小林は同い歳ということもあって、菅野智之という投手を知り尽くしています。後輩捕手だと、リードに遠慮が出てしまう部分があるのですが、そんなことはないし、小林も菅野の引き出しを熟知しています。それに小林は試合に出場しなくても、ベンチで投手にアドバイスを送っていましたし、よく野球を見ていました。」と2番目の復活要因としている。また、2024年からの菅野の投球スタイルについて「もともとコントロールは抜群でした。2024年シーズンの菅野について、「打たせてとる技巧派への転身」と言う人もいますが、年齢も35歳。スライダーで打ちとるパターンを中心とした投球から、打者を見てストレートで押したり、変化球でタイミングを外したり、「角（かど）が取れてきた投球」という表現があっているように思います。」[460]、とそれぞれ分析している。

2024年オフに、自身のメジャーリーグ挑戦に向けて、MLB経験者の桑田真澄から「ボールの違いはすごくある。こちらでもいくつか手に入れてなじませておくことは大事。本当に違うからね。コンディションを整える他に必要なのはそれくらいじゃないかな」、「試合や練習の流れは菅野くらいの経験があれば、順応できるはず。野球をやることで簡単には遅れは取らない」と情報を伝授された。
2025年シーズンから、NPB時代は封印していたシンカーをMLBへの移籍に伴って解禁した。また、アメリカから日本にいる巨人での恩師の久保康生には頻繁に連絡をとるようにしており、久保に自身のピッチング動画を送って、状態を見てもらっている。この理由として、「こっち（MLB）はピッチングコーチも、トラックマンとかデータのことは言ってくれるんですけど、フォームのことは言わないというか。僕もフォームが完成しているとは言えチェック項目があって、人から言われて気づくこともありますし。ちょっと感覚がずれてくると「今どうなってるのかな？」って不安になることがあるので。そういう時は、久保コーチに連絡させてもらっています。」と明かしている。
野球を始めた頃は内野手をしていたが祖父である原貢に膝の関節と股関節が固いから内野手には向かないことと、手足が長くて体型は投手向きと言われ投手に転向した。
巨人に入団した当初から制球力を高く評価されており、自らも「試合でボールがコントロールできずに困ったことはほとんどない」と豪語する。一例として2016年シーズンを挙げると、制球力を示す与四死球率（1.47）やK/BB（7.27）が、いずれもセ・リーグ1位（規定投球回以上）を記録している。さらに2024年の与四死球率はキャリアハイの0.92、K/BBも6.94で共にセ・リーグ1位（規定投球回以上）だった。また、ボルチモア・オリオールズのスカウティングリポートでの菅野の制球力評価は、80点満点中80点と最高評価をされており、オリオールズ投手コーチのドリュー・フレンチは、菅野の制球力に関して「自分のコーチ人生でこれまで見た中でも最高レベルの制球力だ」と話している。浪人中の2012年にはMLBのテレビ中継に没頭し、グレッグ・マダックスの「27球で27個のアウトを取る」という考えが理想になったという。また、ロイ・ハラデイの投球を見て「ピッチングはやっぱりコントロール」と再認識したといい、浪人中はボール1個分の出し入れができる制球力を目指して練習してきたという。巨人の公式インスタライブでコントロールを良くする方法を聞かれると「僕は昔から壁当てをしてた。壁が小さくて、そこに当てないと奥の森に取りにいかないといけなかった。自然と当てようとしたらそういうフォームになった」と語っている。腕の使い方は球の出どころを見えにくくするためにテイクバックを小さくして、前を大きくするのを基本とし、肘から先の使い方を特に大切にしている。
投球術に関しては、右打者には内角に切れ込んでくる「シュート」をよく使用しており、その投げ方について「あれは、軸足の使い方が違うんです」「軸足（右足）を若干強く蹴ると、シュート回転するんです、自分の場合。右打者は甘いコースから食い込まれるボール、今、そういうボール投げるピッチャーあんまりいないから、嫌ですよね」と明かしている。また、左打者にはカットボールで内角を突くようにしており、どちらも、バットの長さが邪魔になるボールとなっている。菅野は「自分の場合、反復を重ねて身につけるというよりは、実戦でいろいろ試してみて、試行錯誤の中から『あ、これで掴んだかな』と気づいていくタイプなんで。練習で出来ても実戦で出来ないことって多いじゃないですか。でも、試合の中で出来たことって、次の試合でも出来ると思うんで」と実際の試合の中で自身の投球をとことん研究していき、投球術を磨いていった。相手の首脳陣の動きに関しても「いろんなことを考えながら、打者に向かって投げているのと、ただ漠然とキャッチャーのサインにうなずいて、キャッチャーに向かって投げるのじゃ、ぜんぜん違います。たとえば、相手ベンチを観察していれば、監督さんが打者に『左脇を絞めて打て』って指示が見えたりする。投手側の脇を絞めて打とうとすれば、右手が強くなって左手の自由が効きにくくなりますから、落ちる系はまず打てない。ならば、低めに落としておけば大丈夫とか。自分が主役になって相手チームを手玉に取る面白さっていうんですか。たまらないですよね」と試合中入念に観察するようにしている。投球術をさらに向上させるために球質へのこだわりも人一倍で、理想は、打者が振り始めてから動くボールを目指しており「ストレートなら、（ホーム）ベースの上で加速を感じるやつで、スライダーならベースの上で曲がり始めるような。」と語っている。また、過去にバッテリーを組んでいた伏見寅威によると菅野のスライダーは最後の最後で曲がると話している。
アメリカのデータ専門サイト「スポーツインフォ・ソリューションズ」は、2020年の菅野の投球スタイルについて、「独特なワインドアップ」として、両足をホームプレートの方向に向けて構え、左足を上げる前に上体を三塁側に90度捻ってから動き出すと説明している。最も優れた変化球は80mph中盤（約135km/h）のスライダーで、左右ともに使用し、打者に近いところで変化するため、三振を奪える球種と同時に凡打に打ち取れるボールでもあると絶賛している。さらに、スプリットやカーブも駆使し、菅野の豊富な球種があれば、それだけでメジャーで通用する先発投手となり得ると評価しながらも、「彼の最大の武器はコマンド（狙った位置に投げる能力）」だと言い、高い精度でフォーシームを外角コーナーに投げ込み、変化球を効果的に機能させている。右打者に対しては、スライダーを外角に沈め、さらにそこから大きく曲げることもある。曲がりが打者寄りのため、速球との見分けがつきにくく、ピッチトンネルを形成している。左には、スプリットを外角に投げ、またフォーシームも同じ場所に投げ込みつつ、内角にスライダーを投じることも得意としている」と分析している。
プロ入り1年目の2013年のストレートの平均球速は144km/hでデビュー当初は「グラウンドボールピッチャー」だったが、2016年以降は「パワーピッチャー」に移行している。2013年に原辰徳から、小技に頼らず「もう少し、力投派、速球派という部分でマウンドに上がるべき」と課題を指摘され、投球スタイルを変える前に能見篤史から「何であんなにストレートが良いのに、変化球ばっかり投げてるの？」と言われストレート主体にした方が良いとアドバイスを貰っている。2024年からは「僕の投手としての美学的なのは、変化球ピッチャーだけどストレートも速いのが最強の投手」との思いから新たな投球スタイル「パワー系の変化球ピッチャー」に移行している。
思い通りに球速を操る感覚も優れており、自身が投じるボールの球筋を見て、まず球速を「138km/h（85.8mph）」と予想し実際に「138km/h（85.8mph）」でピタリと球速を言い当て、続いて投じたボールの予想は「137.5km/h（85.4mph）」で小数点以下までピタリと言い当てた。さらに投げる前に球速「140.3km/h（87.2mph）」を宣言してボールを投げると球速「140.3km/h（87.2mph）」を計測するなど驚異的な感覚を発揮している。また球速について、アマ時代は「160km/h（99.4mph）」投げたいと思っていたがプロ入り後は「良いボールを投げる寸評会じゃないので。抑えたピッチャーが偉いと思うし、どんなに良いボールを投げても打たれたら元も子もない。野球ってそういう競技。野球でお金をもらうということは自己満足だけじゃどうにもならない」という考えになった。
スコアラーの志田宗大によると、菅野は自身の試合前のデータに関しての準備が凄いらしく、自分で次の先発登板する時の対戦相手の1番から最後の打者までの打順を予想し、この打者にはこう（攻めて）行くと決め、スコアラーと最終確認のための議論を交わし、意見の食い違いの箇所をとことん追求していくという。また、無数にあるデータや傾向をピックアップするセンスが抜群に優れていて、データ班がいらないくらい知識も豊富で、感性・感覚も優れているため、データでそうなっていても実際に行ってみてどうかというイマジネーション能力も高いと志田は菅野のことを評しており、志田は菅野のこうした準備に関して、仕事が出来る人のやり方だと言い、志田の方もハイレベルな質問にも答えられるように菅野の時は特に準備をすると明かしている。さらに、菅野の影響で2024年シーズンの途中から巨人の一軍先発ローテーションのメンバー全員が菅野と同じ準備をするようになり、そこから巨人の捕手陣も自分たちもやらないとと試合前のデータの準備を今まで以上にやり始め、志田によると、9月にはスコアラーがいらないレベルまで仕上がったという。結果、2024年シーズンのチーム防御率も12球団トップの2.49になるなど、それぞれの巨人のバッテリーのレベルがかなり上がった。また、ジ・アスレチックによると、2024年12月の菅野とボルチモア・オリオールズの交渉の際、マイク・エリアスGMと球団幹部の他、ブランドン・ハイド監督、ドルー・フレンチ投手コーチ、ライアン・クリメック投球戦略担当ら現場スタッフも同席し、その交渉の中で契約内容以外にも、フレンチ投手コーチとクリメック投球戦略担当が球種の割合や投げるコースについて提案をし、それに対して菅野はなぜそれをしないのかを明確に説明するなど投球戦略の議論が行われた。エライアスGMは「その会話のやりとりは非常に素晴らしいものだった。提案されたことは、日米のストライクゾーンの違いがあるため、それまではやっていなかったと話していた。彼は非常に頭脳的な投手だ」と称賛し、フレンチ投手コーチも「彼との会話は本当に素晴らしいものだった。我々の話をとても真剣に聞き、彼の顔を見ると我々の意図を完璧に理解していることが分かった」と称賛するなど、球団が菅野の頭脳派ぶりに感銘を受けたと報じられている。
俊敏な牽制やフィールディングの技術も備えておりゴールデングラブ賞も5回受賞している。
打撃にもこだわっており、持論は「投手は投げるだけじゃない」で、2016年は投手でありながら打率.222（54-12）を記録している。2017年12月には「本塁打を打って、1-0で完封したいですね。それはもう、僕の夢ですね」と述べている。
スポーツ報知が調べたデータによると菅野の2019年までの7年間で通算の先発登板別失点と勝敗は
- 無失点 38試合32勝0敗
- 1失点 45試合29勝8敗
- 2失点 25試合11勝5敗
- 3失点 17試合4勝7敗
- 4失点 16試合4勝9敗
- 5失点以上 18試合1勝14敗

となっており、3失点すると勝ち星の数が極端に減っている。その無援護から一時期、実況パワフルプロ野球で菅野のキャラクターにマイナス能力「負け運」をつけられてしまっていた。菅野が援護点に恵まれず悩んでいた中、黒田博樹から「勝ち負けはいろんなものに左右される。向こう（アメリカ）にいた時は、QSが評価の基準になっていた。日本とメジャーでは違うかもしれないが、そこを大事にした方がいい」とアドバイスを貰い、勝ち星が恵まれない中でも強いメンタルを持つことができるようになったという。
グラブとスパイクはミズノ社製を使っており、グラブの革は薄めで柔らかく、投球のときに握りやすいものをチョイスし、フィールディングのときに、ボールが出ないように、あとは型崩れもしにくいという理由で絶対に縦とじである。スパイクは負担や疲労の軽減、衝撃緩和のために「ミッドソール」と呼ばれるクッション性の高い素材が、かかとからつま先まで入っており、硬いマウンドが多いため、それに耐えられるだけのものを選んでいる。またスパイクの刃も多く、一般的に、投手は足の前方部分に3本、後方部分に3本の刃を配置する人が多いが、菅野のは土をつかみやすく、硬いマウンドに刺さって安定性が出る「IQソール」と呼ばれるものが使用されており、つま先部分に1本、その下に3本、足の中心部分に2本、かかと部分に2本と、計8本の刃が付いている。さらに刃の長さは体重移動のときに引っかからないように左足の中心部分にある3本の刃のうち、内側にある2本を半分ほど削っている。これにより緩やかな傾斜になっているマウンド上で投球において重要な体重移動の際に、引っかからず、しっかりとパワーを伝えられるようになっている。
より質の高いフォーシームを追求するために2023年オフから「MOI-75」というミズノ社製の回転数向上トレーニング専用ボールを練習で使用している。重さや大きさはNPB球と変わらないが、中に鉄球が組み込まれており、通常の球よりも回転がかかりやすくなっており、その分、指にかからないと高めに抜けやすくなる仕様となっている。菅野は「僕の中で質が大事で、回転効率（回転軸が打者側に向かう角度の質）の方が大事だと思っている。効率良くこっち（投手）側に回転率も上がったらすごい投球になると思う」と回転効率強化のために取り入れたと話している。
配球に対しては、「よく配球と言いますが、配球って正解があるようでないというか。僕としては捕手のリードで抑えることはあっても、リードで打たれることってあまりないのかなと。投手がしっかり投げれば抑えられる。打たれたら投手の責任です。捕手の球種のサインに首を振る権利もある訳ですから」という考えである。
試合中に起こってしまう誤審に対しては「やっていればいろんなことがある。審判の人たちだって大事な試合だって分かってるだろうし。いろいろそういうものを考えるより、頭を切り替えることに意味があると思う。何百試合も投げて、絶対ストライクだろ、絶対振ってるだろということは何回も経験した。ピッチャーにとって大事なストライクだけど、言っても、考えても仕方ないし、イラついても仕方がない」という考えである。
普段の食生活に関してもこだわっており、食事は乳製品を摂取しないグルテンフリーを取り入れている。さらに夏場の対策としてカリウムが含まれた食べ物を意識して食べ、水分はドリンクで飲むと出ていくのが早いため、果物などを食べて水分摂取することで長くキープするなどをしている。また、自身の35歳でのMLB挑戦の際、41歳でMLBでの現役を続けているチャーリー・モートンから己の身体との向き合い方についてのアドバイスを貰った。菅野によると「モートンはやっぱりバーランダーであったりとか、すごくいいピッチャーとたくさん（同じチームで）やっていて、どういうことを気にしてるの？って。その（現役を）長くやるための秘訣みたいな話を聞いた時に『これをやろう、これをしなきゃいけない』って決めるよりも、『自分の身体に素直に生きる、生活するのが大事だよ』って。これやろうと決めちゃうと、正直、身体もしんどい中でやることはよくないと。ある程度は決め事を作るのは大事だけど、これ食べなきゃいけない、睡眠も絶対7時間、8時間取らなきゃいけないってやると、どうしてもそれができなかった時にしんどくなる。『自分の身体に正直にやることが大切だよ』ってことを教えてもらった。確かにそう思って、僕はここまでやってます」「今日はトレーニングをガッツリやろうって決めて朝来たけど、ちょっと身体が重たいから、やめておこうとか。食事面もそうですね。今日は身体が重たかったから、あんまり食べない方がいいなとか。今日はお腹空いてたらたくさん食べようとか。自分の身体に正直に生きています」と日々のトレーニングなどのルーティーンに心身ともに捉われすぎないようにしていることを明かしている。

## 連勝記録
表の「勝敗」とは、菅野智之に勝ち負けが付いたかを指す。菅野智之に勝敗がつかなかった場合は空欄となる。

### NPB・開幕投手からのシーズン13連勝
2020年6月19日の開幕戦の阪神タイガース戦（東京ドーム）から10月6日の横浜DeNAベイスターズ戦（東京ドーム）にかけて、開幕投手からのシーズン13連勝を達成した。10月13日の広島東洋カープ戦（東京ドーム）で敗戦投手になったが、この記録は日本プロ野球記録となっている。また開幕からの13連勝もセ・リーグ最多タイ記録となっている。
| 登板日   | 勝敗 | 対戦相手 | 球場             | 投球回 | 失点 | 試合 | 出典    | 備考 |
| -------- | ---- | -------- | ---------------- | ------ | ---- | ---- | ------- | --- |
| 6月19日  | 勝利 | 阪神     | 東京ドーム       | 7      | 2    | 3-2  | [ 497 ] | 開幕戦。シーズン初勝利。 |
| 6月25日  |      | ヤクルト | 神宮             | 5.2    | 5    | 6-5  | [ 498 ] | |
| 7月3日   | 勝利 | 中日     | 東京ドーム       | 9      | 0    | 5-0  | [ 499 ] | |
| 7月14日  | 勝利 | 広島     | マツダスタジアム | 5      | 0    | 7-2  | [ 500 ] | |
| 7月21日  | 勝利 | 中日     | ナゴヤドーム     | 9      | 0    | 4-0  | [ 501 ] | |
| 7月28日  | 勝利 | DeNA     | 東京ドーム       | 7      | 2    | 4-2  | [ 502 ] | |
| 8月4日   | 勝利 | 阪神     | 甲子園           | 7      | 2    | 7-2  | [ 503 ] | |
| 8月12日  | 勝利 | ヤクルト | 東京ドーム       | 7      | 1    | 8-1  | [ 504 ] | |
| 8月18日  | 勝利 | 阪神     | 東京ドーム       | 9      | 0    | 1-0  | [ 505 ] | |
| 8月25日  | 勝利 | ヤクルト | 東京ドーム       | 7      | 2    | 8-4  | [ 506 ] | |
| 9月1日   |      | DeNA     | 東京ドーム       | 7.2    | 2    | 3-2  | [ 507 ] | |
| 9月8日   | 勝利 | 中日     | 東京ドーム       | 7      | 0    | 2-0  | [ 508 ] | |
| 9月15日  | 勝利 | 阪神     | 東京ドーム       | 6      | 3    | 6-3  | [ 509 ] | セ・リーグタイ記録となる開幕投手からのシーズン11連勝を達成。セ・リーグでは1982年の北別府学以来38年ぶりの記録。                               |
| 9月22日  |      | 広島     | 東京ドーム       | 8      | 3    | 5-4  | [ 510 ] | |
| 9月29日  | 勝利 | 広島     | マツダスタジアム | 6      | 1    | 6-1  | [ 511 ] | 日本プロ野球タイ記録となる開幕投手からのシーズン12連勝を達成。岩隈久志以来16年ぶり。セ・リーグ新記録。                                       |
| 10月6日  | 勝利 | DeNA     | 東京ドーム       | 7      | 3    | 6-4  | [ 512 ] | 日本プロ野球新記録の開幕投手からのシーズン13連勝を達成。開幕からのシーズン13連勝も1966年の堀内恒夫以来54年ぶりとなるセ・リーグ最多タイ記録。 |
| 10月13日 | 敗戦 | 広島     | 東京ドーム       | 6      | 4    | 3-4  | [ 513 ] | |

### NPB・開幕からのビジターでのシーズン10連勝
2024年4月4日の中日戦（バンテリンドーム）から9月10日の広島戦（マツダスタジアム）にかけて、開幕からのビジターでのシーズン10連勝を達成した。9月22日の阪神戦（甲子園）で敗戦投手になったが、この記録はセ・リーグ記録およびプロ野球史上2位タイとなっている
| 登板日  | 勝敗 | 対戦相手 | 球場               | 投球回 | 失点 | 試合 | 出典    | 備考 |
| ------- | ---- | -------- | ------------------ | ------ | ---- | ---- | ------- | --- |
| 4月4日  | 勝利 | 中日     | バンテリンドーム   | 7      | 0    | 2-0  | [ 515 ] | シーズン初勝利 |
| 4月11日 | 勝利 | ヤクルト | 神宮               | 6      | 0    | 5-0  | [ 517 ] | |
| 5月11日 | 勝利 | ヤクルト | 神宮               | 6      | 2    | 4-3  | [ 518 ] | |
| 5月26日 |      | 阪神     | 甲子園             | 6.1    | 1    | 2-1  | [ 519 ] | |
| 6月2日  | 勝利 | 西武     | ベルーナドーム     | 7      | 0    | 7-1  | [ 520 ] | |
| 6月16日 |      | 日本ハム | エスコンフィールド | 5.1    | 3    | 3-3  | [ 521 ] | |
| 7月7日  | 勝利 | ヤクルト | 神宮               | 5      | 3    | 7-3  | [ 522 ] | |
| 7月21日 | 勝利 | 中日     | バンテリンドーム   | 6      | 1    | 4-1  | [ 523 ] | |
| 7月28日 | 勝利 | DeNA     | 横浜スタジアム     | 9      | 0    | 6-0  | [ 524 ] | |
| 8月11日 | 勝利 | 中日     | バンテリンドーム   | 8.1    | 1    | 3-1  | [ 525 ] | 開幕からのビジターでのシーズン8連勝を達成。セ・リーグタイ記録。2001年の入来祐作以来23年ぶり。島田源太郎、高橋一三、外木場義郎、入来と並ぶセ・リーグ史上5人目の記録。 |
| 8月18日 |      | DeNA     | 横浜スタジアム     | 6      | 1    | 1-2  | [ 527 ] | |
| 9月1日  | 勝利 | 阪神     | 甲子園             | 7      | 1    | 3-1  | [ 528 ] | 開幕からのビジターでのシーズン9連勝を達成。セ・リーグ新記録。日本プロ野球史上歴代3位の記録                                                                           |
| 9月10日 | 勝利 | 広島     | マツダスタジアム   | 5      | 0    | 6-1  | [ 530 ] | 開幕からのビジターでのシーズン10連勝を達成。自身のセ・リーグ新記録を更新。2013年の田中将大以来11年ぶりの記録。岩隈久志と並ぶ日本プロ野球史上歴代2位タイの記録。      |
| 9月22日 | 敗戦 | 阪神     | 甲子園             | 8      | 1    | 0-1  | [ 532 ] | |

## 評価

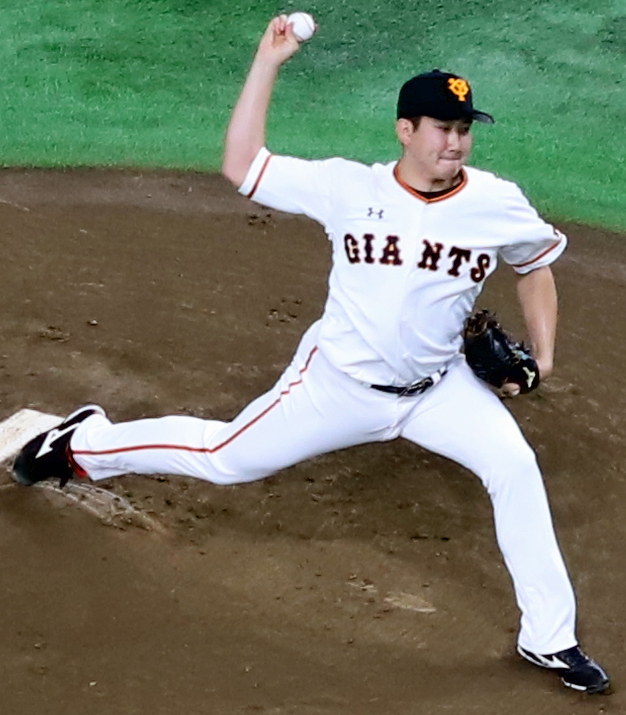
2018年、読売ジャイアンツ時代、東京ドーム

菅野が鶴の台小学校時代の時に所属していた地元の軟式野球チーム・東林ファルコンズの当時の監督は小学生の菅野について「1年生のころからポジションは基本的にピッチャーです。体も大きかったし、球も速かった。少年野球は変化球が禁止なので、基本的には球の速い子がエースになる。智之も、そういうタイプでした」「菅野のお父さんにもチームのコーチをお願いしていましたが、練習中はあくまでも一人の選手として指導してくれていました。もちろん、自宅に帰れば個人指導や練習を見たりはしていたんでしょうが、チーム内ではしっかりと「線」を引いてくれた。私たちも必要以上に彼の家のことは意識せず、他の子どもたちと同じように指導していました」と話し、チームの指導者、そしてチームメートは当然、少年時代の菅野が有名監督の孫で、スーパースターの甥っ子であることを知っていたが、菅野はチーム内で「特別扱い」されるようなことはなかった。小学6年生になると、菅野はチームで「エースで4番」を任されるようになる。ただ、決して「怪物」のような選手ではなかったというのが、当時の指導者の共通認識だった。監督は「先ほども言ったように、球は速いんです。ただ、細かなコントロールはまだなかったし、バッティングも当たれば飛びますが、空振り三振も多かった。体格に恵まれていたぶん、他の子どもたちと基礎体力やパワーはありましたが「技術」や「センス」が飛び抜けているという印象はなかったですね」と当時は評していたが、菅野が成長し、頭角を表していくのを見て「良い指導者やチームメートにも恵まれて、どんどん成長したという印象です。高校入学以降はプレーを直接見る機会は減りましたけど、3年生のころには『ドラフト候補』といわれるようになりましたからね。正直、『あのトモがここまでの選手になるなんて』という気持ちはありました」と今や日本を代表するエースにまで成長した菅野に対して評価を改めたという。その一方で、当時とほとんど変わらない面もあるといい「顔もあまり変わっていないんですが、マウンド上のしぐさや表情なんかはあのころのままです。打たれた時に見せる顔なんて、本当に小学生のころと同じで、テレビを見ながら笑ってしまうこともあります」「不思議な感覚ですね。見た目も別人なら『成長したな、別世界の人間になったな』と思いますけど、当時の面影や雰囲気はそのままなのに、巨人や侍ジャパンのユニフォームを着て、東京ドームで投げているわけですから」「トモの『血筋』は、確かに特別です。ただ、小学校、中学校までは地元の野球チーム、地元の中学校でプレーをした。いわゆる『普通の野球少年』と同じ環境で成長して、あれだけの選手になった。これからも、相模原の野球少年たちの憧れの存在でい続けてほしいですね」と評している。
スポーツ記者の西尾典文はアマチュア時代の菅野の実力について、2006年の東海大相模高時代はプロフィールは180cm、70kgとなっているように見るからに細く、当時の西尾の取材ノートにも「投手らしさはあるが、上半身と下半身が上手く連動していない」と書いていた。この時は完全にチームメイトの田中広輔の方が目立っていたという。2007年の夏にはだいぶ身体つきは立派になり、ストレートもコンスタントに140キロを超えるようになっていたものの、「同学年で関東ナンバーワンと言われていた唐川侑己と比べるようなレベルではなかった」と菅野に対しての評価はあまり高くなかったという。そんな菅野の印象が大きく変わったのは、東海大2年の春からだったといい、「1年からリーグ戦でも結果を残していたが、この頃から明らかに腕の振りが強くなり、ボールの勢いも見違えるようにアップしていたのを覚えている。ストレート、スライダー、カットボールと投げているボール自体は素晴らしいもので、資質の高さを感じさせた」、「大学生の場合は下級生の頃に素晴らしいパフォーマンスを見せていても、4年生になると勤続疲労や実績をすでに残したという安心感からか、成績を落とすケースも少なくない。しかし菅野の場合は、3年、4年と学年を経るにつれて安定感が増していったというのも特筆すべき点である。4年春には雑誌の取材で1時間以上インタビューする機会もあったが、その話しぶりからは身体作りやフォームについても将来を考えて取り組んでいることがよく伝わり、意識の高さには驚かされた」と当時のことを話し、「高校時代にはそれほど注目されていなかった投手が球界を代表するエースにまで成長した背景には、一貫して野球に対して意識高く取り組んできた姿勢があったことは間違いないだろう」と評している。
野村克也からは「自分をわかっていて、頭を使える投手」「普段は辛口評論の私も、文句のつけようのないのが巨人の菅野智之だ。毎回“これぞエース”と唸るような投球を見せられる。自分有利のカウントに持ち込み、バッターを自在に料理する。ピッチングのお手本といえる」と評されている。特に2018年のクライマックスシリーズでのノーヒットノーラン達成時の投球を見た際は「ピッチングと会話ができる投手。これ以上に楽しい投手いないよ。俺も引退したけど、受けてみたくなる投手。」と賛辞を送った。このノーヒットノーランに関して菅野自身は巨人の公式インスタライブに炭谷銀仁朗と出演した際に「インパクトは強いかもしれないけど達成感はあまりなくて。そのくらい調子が悪かった。丁寧に投げようとは思っていたけど最後まで球は切れていなかった」と告白。このシーズンは登板間隔が短いことが多く、疲労困憊の状態だったという。次の登板も見越して一軍投手総合コーチの斎藤雅樹に「しんどい」と打ち明けたが「ヒット1本も打たれてねーぞ」という返しだったため、捕手の小林誠司に「ヒット打たれないと代えてもらえないから早めに打たれようぜ」と告げたエピソードを披露し、炭谷も「珍しいパターンのノーヒットノーランやね」と驚いていた。
伊勢孝夫は菅野のピッチングの特長に関して、失投が極めて少ない、集中力の持続がほかの投手と大きく違っている、外角低めへのコントロールがずば抜けているなどを挙げている。
長年バッテリーを組んだ小林誠司からは「ただ速い球、凄い変化球を投げているだけじゃなくて、考えて投げている。間を使ったり、それがピッチングだと思う。強弱の入れどころとか、若い選手には参考にしてほしい」と若手が見習った方が良い投手と評価されている。
吉見一起は記者から自身が凄いと思う投手について質問された際、菅野の名前を挙げ、「やっぱり圧倒的に凄いですよ」「ストレート、変化球、それぞれボールもいいですけど、何よりマウンドでの風格があるんです。度胸があって自信を持って投げている。ふてぶてしさというか、いい意味での憎たらしさというか。そこが一番いいですね。投手にとっては大切なものですし、本当に投手らしい投手だなと思いますね。」と評価している。
天谷宗一郎からは「私も現役時代に菅野投手と何度も対戦したんですけど、歳を重ねるごとにレベルアップしている。入ってきた当初からレベルの高い投手であったことは間違いないんですけど、そこからいろんな投球フォームの変更、試行錯誤しながらだと思いますが、一つも無駄にしていないんじゃないかなというのが顕著に出ているピッチャーだと思いますね」と歳を重ねるごとに進化していると評価されている。
マイルズ・マイコラスからは「マウンド上での存在感もあるし、何より投球術に優れている。三振を取りたいところで取れるし、併殺に仕留めたいところでは凡打を打たせる。僕も彼のスタイルに学んだところはたくさんあるんだ。日本では押しも押されもしないエースだよ」と、投球術を評価されている。
MLB投球分析家のロブ・フリードマンは菅野について、ザック・グレインキーと投球フォームが似ていると話し、自身のSNSに、2人の投球フォームを重ね合わせた動画を公開し、テイクバックの小さいフォームで、小気味よく直球を次々と投げ込む。リリースの際の腕の位置やフィニッシュの足の形もかなり近いものを感じると評している。
伯父の原辰徳は菅野が2年連続で沢村栄治賞を受賞した際「トモはね、投手として、プレーヤーとしては僕の現役時代をもうとっくに乗り越えた選手になっていますよ」と語っている。

## 人物
「原貢の孫、原辰徳の甥」という立場については「いやなことのほうが多かった」と話し、子どものころは「原辰徳の甥なのに大したことないな」と陰口をたたかれたこともあれば、「原辰徳の甥なんだからうまくて当たり前だ」と皮肉を言われたこともあったという。ただ、それでも「そこは自分の中のモチベーションでもある。『菅野智之』として認められることを、ずっと目標にしています」と語っている。高校3年時には周囲からプロ入りも勧められていたが「原監督の甥だからプロに行けたと思われるのがイヤだったんです。大学で文句なしの実力をつけてプロに行きたい」として進学を選んだという。伯父のもとでプレーすることについては、2011年のドラフト会議後に「小さい頃には一緒にできたらいいなというくらいしか思ってなかったのが、大学にいってある程度実績を残せるようになって、それが夢ではなく現実となるように自分の中で思い描いていたのはある」と話した。また、2025年2月のインタビューで、「逆境に負けない力の源、その一番の原動力とはなんなのか？」と質問された際、「根底にあるのは反骨心というか。言い方悪いですけど、やっぱり“原辰徳の甥”って言われることが…やっぱりいい気持ちはしなかったんで、僕は。いつか“菅野智之の伯父さんって原辰徳なんだよ”っていうふうになるぐらい頑張ろうってプロに入った時に思ったので」「まだそこに行けてないかもしれないですけど、はい。一つの目標ではありました」と語っている。
ファンから「野球選手になっていなかったら何していたと思いますか？」の質問に、菅野は「ゾッとしますね。僕、小さかった頃は仮面ライダーでした。仮面ライダーになるって言ってたんですけど、野球を始めて野球選手になりたいって言ってからは、絶対になれるもんだと。たぶん野球選手になるんだろうなって勝手に思っていました。だから他の夢を考えたことがなかったです」と答えている。
2015年から2019年、2024年は同い年の小林誠司とバッテリーを組むことが多く、小林と組む時はメディアで「スガコバ」の愛称で呼ばれ、2020年から2023年までは大城卓三と組むことが多く、その際メディアでは「スガシロ」と呼ばれていた。
漫画家の寺嶋裕二と対談し「理想のエース」について質問された際は、「周りが求めていることに、そのつど応えていく。その日その日で、今日はいけるところまでいってみる。それでチームメイトが、「お前がマウンドを降りる時は、チームが負ける時だ」と言ってもらえるような投手」と答えている。巨人のエースナンバー「18」について「言葉で表せないぐらい重みがある番号。前年（2018年）のオフに原監督から『来年からどうだ、18番』と言われ、簡単に返事ができなかった。『考えさせてください』と。気軽に返事をしていいものじゃないと思った」と決断に時間がかかったという。エースの重圧に対しては「過度に背負い込んでも、自分の力で何かできることじゃない。それより、その試合を勝つこと。先制点、四球を与えない、無駄な進塁をさせない。やるべきことは変わらない」と向き合ってきたという。また、巨人からMLBへ移籍し、巨人のエースの重圧から解放された際、「毎日、球場に来るのが楽しいっていう感覚は（MLB・オープン戦終了後の）今でもあります。日本にいるとやっぱ苦しいが勝っていました。もちろんシーズン始まって、こういう（大量失点してしまう）試合になればやっぱ苦しいと思うのでしょう。でも、その中でも新しいことに挑戦し、毎日勉強だっていうふうに自分に言いきかせて、やれていること自体が素晴らしいことだと思う。感謝しなきゃいけないことであり、その気持ちは忘れずに一年間完走したいなと思います」と明かしている。
2024年に自身が35歳のシーズンで15勝を挙げ、3年間（2021年 - 2023年）の絶不調から復活した。これに関して菅野自身は「15勝という今季の成績を、不思議とできすぎだとは思いません。昔みたく馬車馬のように180イニング、190イニング、200イニングというわけにはいかないけど、自主トレから自分のことを見つめ直して頑張ってきたという自負はある。充実したシーズンになったと思います。右肘の故障で出遅れた昨年は4勝に終わりました。自分の中では2021年くらいから緩やかに状態が落ちていっている自覚はありました。年齢的なものもあるし、ここから自分の投球スタイルを確立していけばいい。そうやって逃げ道をつくっていたけど、どうにもならなくなったのが昨シーズンでした。体はどこも痛くないのに、ブルペンでは134、5キロしか出ない。このままだと終わる。一から自分を変えなきゃいけないと久保コーチに泣きついて、そこから始まりました。正直、今までは「必要とされている」という感覚になったことがあまりありませんでした。ほっておいても成績は残していただろうし、抑えて当たり前という雰囲気がありました。ただ、今季投手コーチとして内海さんが帰ってきて、就任後に真っ先に自分の名前を挙げて、「気持ちも理解できる」と言ってくださいました。その後、杉内コーチも交えてご飯に連れていってもらい、初めて、本当に僕のことを思って言葉をかけてくれていると思えた。ダメになってしまった僕のために、これだけ思ってくれる人を裏切れない。2人のために「絶対来年は」と思ってオフに入りました。もう一つ、力になったのはもともと僕のファンだったという、男子ゴルフの中島啓太の存在です。昨年7月17日のヤクルト戦で1回持たずに6失点し、「これでもダメか」と思っていたときでした。そのころ賞金ランキングでトップに立っていた彼と会食した際、僕に対して本当に目を輝かせてくれるんです。情けない。こんな自分を応援させちゃいけない、というのも原動力になりました。僕は一軍にいない時間を、プラスに考えたくありません。打たれようが何しようが、一軍に居続けることがすべてだと思ってきました。でも去年のあの期間は、間違いなく重要な時間だった。野球人生というより、人として生きる上で糧になったと思います。今年はキャッチャーが同い年の誠司に代わり、新鮮な感覚で投げられました。最近、同級生がみんな引退していくのを見て、あと何試合投げられるのかなと思うことがあります。そういうのを考えると、誠司は「苦しい」ってなるみたいで、試合の度に「緊張するわ」「どうしよう」っていうから、「誠司、どうせやるなら楽しんでやろうよ」と。オールスター明けくらいから、試合前のブルペンが終わってグータッチするときに「よし、今日も楽しんでいこうね」というのが2人の合言葉みたいになっていました。今年に関しては、誠司の存在が大きかった。この一年僕を引っ張ってくれた誠司には感謝したいです」と明かしている。
好きな食べ物はチャーハンである。中華料理とお酒が大好きで、休日にはぶらっと1人で町中華の店に通っていた。「僕の町中華の定義は、2000円まででおなかいっぱいになる店」と語り、1人で飲むのが好きで、脂っこい料理をビールで流し込むのがたまらないと話している。しかし、それを行うと次の日に体調が悪くなるため、2024年からは優勝までは飲まないと決め、シーズン中は禁酒をしている。
2018年に東海大学野球部が首都大学野球春季リーグ戦で優勝を果たし、全日本大学野球選手権大会への出場権を獲得した際、菅野は後輩たちのリーグ優勝を祝うとともに全国大会に出場する後輩たちを応援しようと、プロ野球選手も使用するメイプルの木で作られた木製バット50本を東海大学野球部に贈っている。
巨人時代は毎年ファンにサプライズでサイン会を開いていた。MLB移籍後もファンへのサイン会を頻繁に行なっている。
趣味はゴルフで、大学4年時にはベストスコア100を記録している。またゴルフ繋がりで松山英樹や中島啓太とも親交があり、中島は2024年1月に合同自主トレをしている。
ゲームもよくやっており、城とドラゴンの公式動画にゲストで出演している。他にもプロ野球スピリッツや実況パワフルプロ野球の公式動画にも小林誠司と共に出演している。
全国高等学校野球選手権大会が好きで、甲子園で活躍した選手が何処の球団に行くのか気になり、毎年プロ野球ドラフト会議をテレビで見ている。
『クレイジージャーニー』のファンで、キャリーバッグにはクレイジージャーニーのステッカーを貼っている。
千日回峰行を達成した塩沼亮潤のことも尊敬している。千日回峰行について「いやもう想像を絶するというか、自分たちも高校野球の練習とか、死ぬほどきつかったりとかありましたけど、これはできないなと思いました」とコメントしている。自身がプロ通算100勝を達成し巨人の後輩たちからお祝いされた際、塩沼から動画でお祝いメッセージと共に、塩沼がしたためた書をプレゼントされている。
毎年母の日に母、祖母、親戚の叔母などお世話になっている人にカーネーションを送っている。
小学校入学前と小学3年生の時に交通事故にあっており、1度目は歩行中に車にはねられて骨折し、入院を強いられる大事故に見舞われたという。2度目は、事故直後は意識がなくなるほどの激しい事故で、壮絶な記憶として、今も脳裏に焼き付いていると明かしている。

### 家族・親族
祖父の原貢は人生初のキャッチボールの相手だった。6歳の時に貢が投げたボールが顔面に当たって泣いたが、貢が自宅にピッチャー板を埋めこんでくれ、毎日投げていた。悪ければ叱られ、良ければ褒められていた。「自分のじいちゃんが怖いとか、厳しいという感覚を持っている人は少ないと思う。でも、自分はそれが当たり前と思って、生きてきた。相当な覚悟があって、育ててくれた」と感謝しかなかったと語っている。菅野が高校1年生の時に右肩を怪我してしまい、野球を本気で辞めようと思い、父、母、祖父の貢にそれぞれ相談をした際、「最初に父親に連絡したら『泣き言言ってんじゃねぇ。そんなんだったら辞めちまえ』と言われて、その後にお母さんに連絡したら『もうちょっと頑張ってみたら。でもそんなに辛いんだったら、そんな思いをしてまでやる必要ないよ』って言ってくれて、最後にじいちゃんに連絡したら『ピッチャーだけが野球じゃねえんだから。智之はバッティングも良いんだし、考え直してみろ。ピッチャー以外で野球を続けるっていうことも考えてみろ』と、前向きな話をしてもらって。そしたら2日後くらいに肩がパッと痛くなくなった」「そこでもし全員が辞めろ、辞めろって言っていたら、多分辞めていただろうし」と祖父の言葉で野球を辞めずに踏みとどまれたことを明かしている。貢が2014年に亡くなった後、菅野はそこから試合のマウンドに立つと、空を見上げるようになり、「亡くなってからは必ずマウンドに立つ時は必ず空を見上げて、その時の気持ちを伝えようと決めて。それだけはずっと僕の野球人生が終わるまで続けていこうと思っています。空から見てくれているなと思うので」と話している。また、2025年にメジャー挑戦のためにアメリカに来た時に日本から持って来たものは「じいちゃんの写真ぐらい」と言い、菅野は挑戦について「人生では欠かせないものというか、野球だけに限らず、そうだなって思っていて。おじいちゃんが『もう死ぬまで挑戦だ、ずっと』って言っていたことを思い出しました」と語っている。
2017年のWBC前の代表合宿に伯父の原辰徳が訪れた際、辰徳は菅野に「原家のDNAを信じて頑張りなさい」とエールを送っている。また、菅野はMLB移籍前に、辰徳にMLB球団との契約について相談をしており、辰徳からは「何年契約してくれないとイヤだとか、そういうケチくさいことは言わない方がいい。まず1年で勝負だ。その1年の中で頑張れば、いいチームが選んでくれるよ」と、とにかくメジャーの戦場に立つことを最優先にするようにアドバイスをされた。その後、無事に菅野のMLBへの移籍が決まり、報道が出る前に菅野が辰徳に連絡をした。その時のことを菅野は「すごい喜んでいましたし、『頑張って来いよ』と背中を押してもらったので、成長した姿を見せたい」と話している。2025年7月に辰徳が菅野の両親ともに菅野の登板試合を観戦するためにオリオール・パーク・アット・カムデン・ヤーズ球場を訪れている。
母の菅野詠美は原家の中で1番運動神経が良く、貢は「ウチで一番、運動神経がいいのは詠美。もし詠美が男だったら、ひょっとしたら辰徳以上の野球選手になっていたかもしれない」と生前話していた。
父は東海大相模高校、法政大学でプレーし、ドラフト候補に名を連ねたこともあるアマチュア野球選手だったが、怪我で結果を残せず、プロ入りは断念した。菅野いわく、とても厳しい父親だったらしく、幼少期は毎日朝5時から自主トレをさせられた。食事も体を大きくするために、毎食大量の食べ物が出され、完食するまで許してもらえず、完食後も無理やり牛乳を飲まされた。とにかくたくさん食べろと言われ、好き嫌いしたら怒られた。菅野は当時、食事の時間が1番嫌だったと明かしている。高校1年生の時に怪我で野球を辞めようとした時は父から激怒され、そのことを母親の詠美に相談したら、過去に父が怪我でプロを諦めたという苦い経験から、もともと線が細かった菅野が怪我に苦しまない体にするために厳しくしていたことを聞かされた。プロ入り後も父から褒められたことがなかったが、2013年の日本シリーズの第6戦でシーズン無敗だった田中将大に菅野が投げ勝った時に、テレビで観戦していた父が「智之はすごい」と褒めたのを詠美だけが聞いており、詠美が「今日くらい直接褒めてあげたら？」と夫に言うと、「あいつを褒める時は引退する時だ」と答えたという。こうしたエピソードからメディアでは「リアル巨人の星」ともいわれている。アマチュア野球を引退後は不動産関係の仕事に勤め、その後は馬主にもなっている。2024年10月に所有馬がJRAで初勝利を挙げている。

### 交友関係
小林誠司とは親友で、プロ11年間（2014年 - 2024年）で144試合で共に先発バッテリーを組み、76勝。勝率は.679にのぼる。小林はインタビューで、「僕は東京ドームの広島戦（2014年4月10日）で智之と（公式戦で）初めてバッテリーを組んで、（一緒に）初めてお立ち台に立ったんですよ。『お立ち台に一緒に立てたらいいな～』って言ってたらすぐ立てたし。思い出は多い。ノーヒットノーランも2年連続（2017年、2018年）の沢村賞も、バッテリー賞もあるし…。僕には縁がないタイトルですけど、智之が取ったタイトルは結構僕も携わらせてもらっていて、自分のことのようにうれしかった。感謝しかないです。同級生ですけどすごい面倒を見てもらって、大事な存在ですし、僕がこの世界で戦うのにいないといけない存在」と菅野との思い出を話し、さらに小林はスガコバの愛称に関しても、「ありがたかったですね。智之と一つにしてくれて。智之にはいつも『ありがとう。おかげさまで』って言っていますけどね（笑い）。もう智之が何が言いたいかとか分かりますよね。マウンドだけじゃなくて『あ、これ嫌なんやろな』『合わせてるだけやん！』とか（笑い）。若い時から2人でご飯に行ったりいろんなことしましたし、ズッ友（ずっと友達）みたいな存在です！。最後（2024年シーズン）に智之と組めたことは監督や周りに感謝です」と語り、来季（2025年シーズン）からは、二人三脚で歩んできた菅野はいないことに関しては、「だいぶ寂しいです。でも、同級生の丸と一緒に応援したいなと思います。寂しいですけど、かけがえない存在。それはアメリカに行っても変わらない。ずっと見てるし、応援してる。みんなも応援してくれてると思うんですよ。これだけ頑張ってくれましたし、残してくれたものってたくさんあるので。僕も頑張ります」、「僕も智之から教えてもらったこと、感じた部分は後輩たちに教えていきたい。僕自身ももがいて頑張るしかない。もがいて、ガムシャラに自分らしくやっていきます」と菅野への感謝の思いを明かしている。
坂本勇人に対して「投手、野手で違うし比較はできないですけど、何とかこの人に認めてもらえるように頑張ろう、と思ってやってきました。年が近いこともありますし、どうすればチームが強くなるのか何度も一緒に話をして。僕にとって唯一、思いを共感してもらえる存在です」と尊敬している。坂本から「お前3年やって本物だからな。3年やるまで俺は認めねえぞ」「俺の年俸を抜いたら認めてやるわ」と言われ、菅野が実績を残し、坂本の年俸を抜いた時に半分冗談、半分本気で「勇人さん僕、勇人さんの年俸抜いたんだけど認めてくれた？」と聞くと坂本から「もうとっくの昔に認めてるわ」と言われ「あの言葉は鮮明に覚えていますし、うれしかったですね」と語っている。また、菅野が2020年オフにポスティングを使い、メジャー移籍を目指すことを坂本に伝えると、坂本から「まじか」「お前、俺を1人にするんか」と言われ、菅野は「冗談だと思うんですけど、顔が真剣で」と当時のことを話している。しかし、MLB球団と交渉するもコロナ禍で上手くいかず、巨人残留を決めて、坂本だけにはすぐに報告すると、坂本から「（巨人の）最強の補強や」と励ましてもらったという。その後、2024年12月に海外FA権で菅野のMLBへの移籍が決まった。その際、坂本は菅野に対して2025年1月のインタビューで、「これだけ共に戦った後輩がいなくなるのはめちゃくちゃ寂しい」と心境を語り、巨人時代の思い出で「（菅野と）本気で何回もケンカしたこともありますし、本当に言い合いをしたことも何回もあるので。そういう選手って1人もいないかな。若いときはめちゃくちゃ文句言いまくってました」と明かし、菅野から坂本に再度アメリカ行く相談をされた際も『勇人さんには一番言いづらかった』と言われ、「文句言われると思ったんじゃないですか（笑）。唯一無二っす、智之は」と話している。
子供の頃の憧れの選手に、上原浩治を挙げ、「テレビで見ていてほんとにすごいと思ったし、僕もあんな投手になりたいと思っていましたよ」と答えている。その上原とは2018年から2019年途中までの間に巨人でチームメイトになっている。また、2018年のクライマックスシリーズファーストステージ第1戦でヒーローインタビューに選ばれた上原が、インタビュアーに「明日はエース菅野投手です。どんなピッチングを期待しますか？」と質問された際、「（明日は）1人で投げきってください」と答え、菅野を激励した。次の日に菅野はNPBポストシーズン史上初のノーヒットノーランを達成し、先輩からのリクエストに見事応えた。2024年12月に菅野がオリオールズへの移籍が決まった報道が出た際、すぐに上原から「なんでも分からないことがあったら言ってね」と連絡がきたりと、上原が引退してからも交流が続いている。また、菅野と上原は共通点も多く、浪人経験者、巨人、背番号「19」、オリオールズと経歴が似ており、上原は自身が出演しているサンデーモーニングで「経歴も似ていますよね。プロ入る前に僕は大学浪人していますけど、彼はプロ入る前に1浪していますし、経歴というのは似ているかな。ジャイアンツ、背番号も一緒でしたし。気になりますよね、どうしても」とコメントするなど菅野のことを気にかけていると明かしている。2025年2月に菅野のオリオールズでの背番号が「19」に決まった際に、菅野の方も「この上ない番号だと思います。最初にリクエストさせてもらったんですけど。上原さんへの憧れもありましたし、色んなものを含めて、いい番号をもらえたなと思っています」と明かしている。
菅野は自身を不調から復活させてくれた久保康生のことを「心を支え、復活を支えてくれた恩人」と語り、「久保コーチがいなければ今の自分はいない」「（最初は）フィルターがかかって、（久保からの助言を）素直に聞けなかった。その時の自分を殴ってやりたい」「久保コーチの出会いに感謝しないといけないし、教えてもらうことを全て受け入れて、今の自分はもう過去にしようとその時、僕は思いました。本当に1からですよ」と久保に対して感謝をしている。久保によると、初めの頃は菅野は久保の言うことを素直に信じられず、助言を聞き入れてくれるまで時間がかかったと言う。そこで久保は「彼（菅野）には失礼なことをずいぶん言った。お金も稼いで名声も何百勝も、と言ったら、菅野が『いえ、そんな事ない』『全然満足していない。これからですよ』って言ったから、じゃあ、やろうよと。本当にけんか上等やないか、みたいな。やってやろうやないか、両者ともスイッチみたいなものはあった」「プレートに対するアプローチの仕方、投げる前の目線の場所、プレートの位置、これを変えたら彼は劇的に変わる。だから僕は簡単に変われるよって話をした」という。投げ方ではなく立ち方を意識し、これまで投球開始時に、後ろにあった左足をプレートの前に置き、立ち方を変えることでキャッチャーへの目線が変わり、一連の動作がスムーズになり、菅野の球速も戻ってきた。菅野も「これって昔、自分がやっていた事だよなと、意識してきた事だよなとか、そういうのが頭で分かってきて」「こんなに応援してくれる人がいるのに、ここで頑張れない男はダメだと自分を奮い立たせて臨んだ（2024年）シーズンでした。久保コーチが僕を見捨てずにやってくれた。ネットスローも何年ぶりにやったかな」とリスタートし、復活を果たせた。
長野久義とはアマチュア日本代表（2009年）と巨人（2013年 - 2018年、2023年、2024年）でチームメイトになっており、仲が良い。自身が3年間の野球人生最悪のスランプを味わっている時に長野から「俺は智之がメジャーで投げているところを見たいな～」「まだ全然いけるよ」と励ましてもらい、この一言で再びメジャー挑戦への自身の気持ちを呼び覚ましてくれたと明かしている。菅野は長野に対して「凄い（長野は）スーパーポジティブな人だから。あの人は凄いのよ…人を前向きにさせる天才というか。こんな僕に夢を見てくれている人がいるんだって思いましたね」と話し、長野の方は菅野に対して「智之が19歳の時から見てますし、ジャイアンツのエースですし…アメリカで投げている姿を見たいなとずっと思っていました。体が元気であれば智之は絶対やれるなと思っていたんで。覚悟というか…もう絶対とにかく投げた試合は勝つというね。元々そういう負けず嫌いなところが凄くありますし、それが去年（2024年）は特に強かったんじゃないかなと思います。1回（メジャー挑戦が）ダメになったら、普通だったら多分、それでもうこのまま日本で終わると思うんですよ。でも、智之さすがだなって思ったのは、やっぱりもう1回しっかり日本で成績を残して向こうでプレーするという、そういう夢をかなえた姿を本当に尊敬します」と語っている。
戸郷翔征は自身が重圧でメンタルが今まで以上に落ちていた時に菅野の存在が心の支えになったと話し「一番は菅野さんの影響が大きかったです。厳しい試合で負けた時も『そんなこと野球人生ではあることだ』って声をかけて励ましてもらった」「ずっと話していたね。サウナで一緒になった時も、練習中も、いろんな声をかけてもらって。エース（菅野）の存在は大きかった」「勝ち星も菅野さんを追いかけて、いい刺激になって菅野さんのすごさを感じた。勝ちたい試合で勝てたり、大事な試合で勝てなくてもいい投球ができたり、エースとしての大事さを学んだ」「菅野さんが僕に残してくれたものの一番大きいものの一つは「エース像」だと思います。ジャイアンツを率いるエースというのはこういうものだよって言葉でも背中でも見せてくれました。まだまだそこにはほど遠いですけど自分らしい、菅野さんとはまた違う「エース」になれたらいいと思います。」と菅野のことを尊敬している。
山﨑伊織と井上温大は理想の投手に菅野を掲げており、山﨑は「菅野さんは特に今年（2024年）、投手陣をすごい引っ張ってくれました。ウォーミングアップから先頭に立ってやってくださいます。僕にとって菅野さんは「どうしたらプロで成功できるか」を教えてくれているような人ですね。僕が投げた試合の後は必ず話しかけてくれます。前半は勝ち星も増えて、防御率も低くて安定していたけど、落ちてきたな、という時に、かけてもらった言葉を大切にしています。「もう一度、一から試合の入り方や準備の仕方を見つめ直して、すぐ良くなる可能性は低いけど、それをきちんと続けていくことで変わってくると思うから」って。状態がよくない時に、アドバイスをしてくれることが多く、感謝しています。チームやコーチは自分の調整を優先させてくれることが多いけど、菅野さんはそれがダメだと思ったらしっかり言ってくれるんです。僕にとっては東海大の大先輩でもあります。近くで菅野さんを見ていると、長く第一線で結果を出し続ける人の大事なところは分かるんです。自分も少しでも追いつけるように頑張ります！」と話し、井上は「ゆくゆくは菅野さんみたいな存在になりたいなと思います。全部が全部、そうなれるわけではないけど、勝っている時も負けている時もチーム内に伝染しないように同じ振る舞いなので、すごいです。成績も、菅野さんが勝つことで引っ張られるように先発が勝てるようになる。僕が打たれた試合も全部見てくださって、アドバイスをしてくれたり、ご飯に連れて行ってくれたり、全部お世話になっている存在です。配球の話が多く「なんであの球を選択したの？」と聞かれた時に、前まで答えは「ストライクが入るようにその球種を選びました」などでした。でも最近は「打者がこうで、次の打者がこうで何アウトだからこう投げました」と答えられるようになり、「そういうふうに考えられるようになったのは、1個ステップアップしてるよ」と言ってくれました。すれ違う時も、いつもひと声掛けてくれるので、自分からも聞きに行きやすい。そういう雰囲気をつくってくれることにも感謝でいっぱいです！」と語り、2人とも菅野を目標にしている。また、菅野は後輩たちに助言をする理由をインタビューで明かしており、「（後輩たちに）4万人の中で投げる喜びを知ってもらいたいので。球団から支給された端末で、一軍、二軍を行き来する後輩選手達のファームでの投球を見て、『俺はこう思うよ』と伝えていた。配球、組み立てというのは、彼らより経験があるから」と話している。
田中広輔とは高校、大学の同級生で、7年間一緒に野球を頑張ってきた。プロ入り後も会うとお互いに学生時代の思い出話が多いという。高校時代は田中は2年生春の時からレギュラーで、当時の菅野はベンチ外だった。が、そこから次第に菅野が頭角を表していき、田中は菅野の投球に関して「（紅白戦等で）高校のときは、まぁ打ててたんですけど、大学では、ちょっと歯が立たなかったですね。」と当時のことを話している。また、田中は2024年オフにMLBへの移籍が決まった菅野に対して「野球がうまくなることに対して100％、そこに集中できることが菅野の一番すごいところ」「常に上を目指して努力を惜しまないことは、高校、大学と一緒にやってきて見てきた。それを貫いてここまで来たと思う。一緒にやってきた者として尊敬しているし、うれしい」と語っている。
伏見寅威とは東海大時代と就職浪人時代にバッテリーを組み、同部屋の時期もあったため、仲が良く、伏見は菅野に対して「大学4年間、超お世話になった先輩だから。年齢に関係なく挑戦するその姿が、野球人としても男としても、めちゃくちゃカッコイイなって。たくさんありすぎて話すのが大変なぐらい、尊敬できて学べる部分がある人です」、「一年ぐらい同部屋で。数え切れないぐらい食事にも誘っていただいて。どれだけ疲れていても『やる』と決めた事は必ずやる人。オンオフもすごくきっちり使い分けていた。遊ぶ時は全力で一緒に遊んでくれた」と感謝をしており、また、「若い時にとんでもない成績を残して、（35歳で）もう1回、ここで圧倒的な力を見せる。周りが何も言えない状態をつくり上げて（メジャーへ）行くところも菅野さんのかっこよさ。刺激を受けました、ものすごく」、「菅野さんが『もうひと花咲かせたい』って。もう何花も咲かせてる人がね。菅野さんでもずーっとそういう気持ちでいるわけ。（歳は）1個しか変わらない。俺もまだまだここから、そう思えた」と尊敬されている。
2011年に、共に大学ビッグ3と呼ばれた同期の藤岡貴裕、野村祐輔と、3人一緒に写真を撮っており、藤岡はその写真を一番の宝物だと言っている。菅野の方も藤岡が2019年に日本ハムから巨人に移籍した時に「困ったことがあれば頼ってほしいです。彼も色んな思いがあると思う。きっと力になってくれると思うので、一緒に頑張りたいなと思います」と話すなど仲も良い。
西勇輝とは師弟関係で、西からは「師匠に勝てないですね、ずっと。勝ち星の違いも、こういうシチュエーション（優勝争いの中）でしっかりものにできるピッチャーなので。ギアの入れ方、配球、奥行きだったり、見てて勉強になる」と尊敬されている。
則本昂大とも普段から仲が良く、則本からは兄貴と慕われており、互いに尊敬している関係である。菅野が沢村賞を受賞した際、則本は「尊敬する菅野さんが獲得したから、僕も（沢村賞を）とりたいです」とインタビューに答えており、菅野も則本に対して「すごく僕もライバル意識がありますし、特別な意識を持ってくれているみたいなので、しっかり真っ向から勝負したいですね」と則本のことを意識している。
2020年に沢村賞争いをした大野雄大とも仲が良く、それと同時にライバルでもある。菅野は大野と投げ合う試合では「特別な感情がある」と意識をし、大野も「セ・リーグの中では特別な感情を持って、投げ合う投手のことを意識するのは彼くらい」と話している。また大野は「（菅野に関して）2010年代ジャイアンツをずっとひっぱってきたエースですし、年下なんですけれど、見習うところはたくさんある。すごい励みになる存在で、彼も近年、本来の投球ができていない時期があったので、今年（2024年）活躍している姿をみると励みになります」とインタビューに答えている。
選手会長時代に日本プロ野球選手会の代表として小川泰弘と共に投げ抹消の問題（登録抹消期間中もFA資格日数を加算する特例創設について）に取り組んでおり、その後、無事に2024年から改善され、FAに必要な日数に6日間を加算されることになった。
プロ入り後は毎年ハワイや沖縄で自主トレをしている。過去には西勇輝、中川皓太、藤浪晋太郎、山﨑伊織、大城卓三とトレーニングをしていた。
新町中学校野球部の星野直人監督は菅野に対して、「うちの野球部にとって、菅野の存在はとても大きい。子どもたちの憧れであり、目標。部員が書く自己PRの欄に、『好きな選手は菅野智之』と書いていた生徒もいました」と話し、2016年オフには、読売新聞の企画で、菅野が新町中をサプライズ訪問してくれ、「あのサプライズをきっかけに、部員が増えました。一時期、2学年で14人まで減ったのが、今は3学年で38名。本当にありがたい。菅野が育ったこの野球部を弱くしてはいけないという気持ちは、常に持っています」と感謝している。また、菅野が中学生の時の新町中の監督だった内藤博洋は当時の菅野について「菅野は努力せざるをえない環境にいた。その環境が、あそこまでのピッチャーに成長させたと思います」「土日に試合をして、月曜日が休みというスケジュールでした。火曜日になると、『先生、今日はピッチャー練習をしたいので』と黙々と走っている。よく見ていたのがメモ帳。たぶん、貢さんかお父さんからトレーニングメニューを渡されていたんだと思います。中3夏が終わったあとも、一人で走っていました」と菅野が人一倍努力していたと明かしている。2020年に新型コロナウイルスの影響で、部活動が休止となった時、内藤が「子どもたちに力を貸してほしい」と菅野にLINEを送り、内藤が発案した企画で菅野の応援歌が流れている間に、素振りが何回できるかという企画を実施。相模原市内の小・中学生や教え子に声をかけた。はじめは、菅野が書いたサインボールが優勝賞品の予定だったが、それが、菅野から3ダースぐらいサインボールを贈られ、各校の上位選手にプレゼントできたという。内藤は「相模原の中学野球が衰退しないのは、菅野の存在が大きいと思います。部活動から、菅野のような選手が育った。私たちが、子どもの頃に原辰徳さんを目指したように、今の子どもたちの目標は菅野。菅野は相模原のヒーローであり、新町中のヒーローなんです」と話している。
東海大相模高校監督の門馬敬治は自身の恩師である原貢から「孫（智之）がいくから頼むぞ」と頼まれ、門馬は菅野が長く野球をやるための、人生の土台を3年間でつくる。つくらせたい、という覚悟で高校生の菅野を指導していた。門馬は当時の菅野の実力に関して、「投手としては、スライダーが抜群に良かった。ストレートもスライダー系で、少し曲がるような、カット気味の球でしたが、いいボールを投げていました」と評し、指導では「智之によく言ってたのは「逃げるな」です。2年春の関東大会、鷲宮（埼玉）戦で打たれて、2対7で負けたときも言いました。智之はスライダーを投げれば抑えられるんです。でも、1ランク、2ランク上の投手にするためには、ストレートとわかっていても空振りが取れる、打ち取れる投手にならないといけない。だから、「この試合は直球だけ」と投げさせたこともあります。当然、打たれます。でも、最初から切り札を出すような投手にはさせたくなかった。最後の最後、押し迫った一番の場面でスライダーを投げ込むために、その前の球を磨いていく」と教えた。また、菅野に背番号「1」をつけさせた。これについて門馬は「背番号「1」を背負うということは、私は、何でも1番じゃないといけないと思っています。練習に取り組む姿勢、練習量。その1番をすべて集約したのが、背番号「1」です」「野球は投手の1球から始まります。そして、投手の支配率が高い。ならば、1番をつける人間が、全責任を負う。酷かもしれないけど、それくらいみんなが注目をする、仲間も頼る、それが背番号「1」の資格じゃないか、ということも智之には言いました」と話している。ただ、門馬は菅野に対して後悔していることがあると明かし、菅野が高校3年生の時の夏の神奈川大会で疲労困憊の菅野に頼りすぎたと語り、「智之が3年生だった2007年の夏は、2年生投手の調子が良くなくて、智之に頼らざるを得ない試合が続きました。5回戦の川崎北との試合も競り合いになり、結局、智之を途中から出して170球くらい投げさせてしまいました。準決勝では横浜に勝ちました。夏の横浜スタジアムでのゲームは肉体的疲労はもちろん、精神的な疲労も重なります。その夜は眠れませんでした。決勝で智之を投げさせるか、投げさせないか。悩んでいるうちに、朝になりました。（当時）選手の状態、疲労、ゲーム展開、相手の状態、色んなものが見えなくなっていました。決勝は8対10で負けました。新聞で読んだ智之のコメントが忘れられません。「早く試合が終わらないかなと思っていた」「よく覚えてない」。私の、指導者としての資質が問われるひと言でした」「夏の神奈川大会。7試合を投げきる投手なんていません。わかっています。他の投手も育ててきました。それなのに、自分の思い、欲、いろんな考えが、頭のなかで入り交じり、「智之を投げさせるのが最善」だと思ってしまいました。私の思いが強すぎた。思いが強ければ、目標に到達できる、獲得できる、達成できるとか言いますが、強すぎてはだめなんだ、と。何でも過ぎてしまうと、そこに、無理が出ます。今でも悔いが残ります。智之に申し訳ない。一生、ずっと心に刺さったままの1試合です」と当時のことを明かしている。また、門馬は菅野の件で反省をし、この年以降は、誰か1人に頼るチームは作らないように心がけるようになった。
東海大学野球部監督の横井人輝は菅野について「菅野というピッチャーは、良いことだけで成長してきた子ではない。とにかく試練を与えられて成長している子だから、あいつの価値があるんです。結果的に見ると何連勝もしているし、かなりの数字を残しているけど、そのポイントになっているのは負け試合。負けるたびに成長し、課題を克服してきました」と菅野の大学での成長について話し、菅野が頭角を表し、周りから注目されるようになった際は「騒がれるようになって、果たしてこの子はどうなっていくのかと思っていましたけど、逆に彼を人間的に成長させました。後輩、周りへの気配りがすごくできるようになった。マウンドに上がると闘志をむき出しにするような姿は、入学当初はなかったんです。でも、徐々にそういうのが出るようになった。かつ、人への気配りもできる。こっちがびっくりするくらいの選手になりました」「（就職浪人後も）あいつ、今でもこの中（東海大野球部の現役選手たち）でいちばん練習していますよ。量もそうだけど、自分の身になる練習を自分で考えてやっています。辛い立場にあるのにね。他の選手も見習ってほしいです。しかも、選手たちの練習の邪魔にならないように。そういう気遣いもできる男です。本当に頭が下がります」と話している。また、横井は菅野の特徴として「（菅野は）指先の感覚が今まで見てきたどの投手よりも優れている」と評している。

## 社会貢献活動
社会福祉活動として、2014年から2024年まで毎年クリスマスの時期に他の巨人の選手たちと共に神奈川県伊勢原市にある東海大学医学部付属病院に行き、病室を回って入院中の子供たちにサインや写真、ジャイアンツグッズの入ったクリスマスプレゼントを渡すなどの活動をしていた。
2015年から2024年まで介助犬への支援も毎年続けていた。
2020年4月24日に新型コロナウイルスの対応にあたっている医療従事者支援のために原辰徳、阿部慎之助、坂本勇人、丸佳浩らと共に各1000万円ずつ計5000万円を東京都に寄付した。5月6日に緊急事態宣言で小・中学生の練習自粛や大会中止を受け、中学生以下の子ども対象に巨人の公式Twitter上でものまねコンテストを開催し巨人選手（OB含む）のものまね動画を募集。菅野自ら審査委員長となり、選定100人に選手直筆サイン入りグッズをプレゼントする企画を立ち上げている。8月18日には新型コロナ対策担当大臣の西村康稔の公式Twitterで感染拡大防止のメッセージ動画に丸佳浩、岡本和真、田口麗斗と共に出演した。9月1日から2021年3月31日までの任期でサッカー選手のアンドレス・イニエスタ、お笑いタレントの西川きよしと共に日本政府の「コロナ対策サポーター」に就任した。2021年6月8日、医療現場支援のために寄付したことから、東京都の推薦を受け、紺綬褒章を受章した。
2022年から2024年まで、全日本軟式野球連盟を通して学童野球や中学の部活動で軟式野球に取り組む少年・少女への寄付金の支援を行っていた。
2024年11月13日、2015年に「菅野基金」を設立し、「社会福祉法人日本介助犬協会」に、菅野のシーズン公式戦勝利数×10万円をベースにした支援金を寄付。19年には同協会のサポート大使に就任し、寄付支援やPR活動への協力など、多方面でサポートを継続的に取り組んできたことが評価され、ゴールデンスピリット賞を受賞した。選考委員の長嶋茂雄は「菅野投手が復活してエース級の活躍が目立ちました」と菅野を推薦し、他の委員も、社会的影響力、今季の（菅野の）好成績もプラス材料となり、満場一致で菅野の受賞が決定した。9年間で、支援金合計額は1585万円に上った。菅野は「続けることを目標にやってきたので、そこを評価していただいて本当にうれしいです」とコメントした。
2025年から介助犬への支援活動を山﨑伊織が菅野から引き継いだ。

## 詳細情報

### 年度別投手成績
| 年 度     | 球 団     | 登 板 | 先 発 | 完 投 | 完 封 | 無 四 球 | 勝 利 | 敗 戦 | セ 丨 ブ | ホ 丨 ル ド | 勝 率 | 打 者 | 投 球 回 | 被 安 打 | 被 本 塁 打 | 与 四 球 | 敬 遠 | 与 死 球 | 奪 三 振 | 暴 投 | ボ 丨 ク | 失 点 | 自 責 点 | 防 御 率 | W H I P |
| --------- | --------- | ----- | ----- | ----- | ----- | -------- | ----- | ----- | -------- | ----------- | ----- | ----- | -------- | -------- | ----------- | -------- | ----- | -------- | -------- | ----- | -------- | ----- | -------- | -------- | ------- |
| 2013      | 巨人      | 27    | 26    | 1     | 0     | 0        | 13    | 6     | 0        | 0           | .684  | 729   | 176.0    | 166      | 10          | 37       | 0     | 5        | 155      | 2     | 0        | 70    | 61       | 3.12     | 1.15    |
| 2014      | 巨人      | 23    | 23    | 3     | 0     | 1        | 12    | 5     | 0        | 0           | .706  | 640   | 158.2    | 138      | 12          | 36       | 3     | 2        | 122      | 6     | 0        | 50    | 41       | 2.33     | 1.10    |
| 2015      | 巨人      | 25    | 25    | 6     | 2     | 0        | 10    | 11    | 0        | 0           | .476  | 710   | 179.0    | 148      | 10          | 41       | 4     | 7        | 126      | 3     | 0        | 46    | 38       | 1.91     | 1.06    |
| 2016      | 巨人      | 26    | 26    | 5     | 2     | 3        | 9     | 6     | 0        | 0           | .600  | 726   | 183.1    | 156      | 12          | 26       | 0     | 4        | 189      | 1     | 0        | 46    | 41       | 2.01     | 0.99    |
| 2017      | 巨人      | 25    | 25    | 6     | 4     | 3        | 17    | 5     | 0        | 0           | .773  | 713   | 187.1    | 129      | 10          | 31       | 0     | 1        | 171      | 1     | 0        | 36    | 33       | 1.59     | 0.85    |
| 2018      | 巨人      | 28    | 27    | 10    | 8     | 4        | 15    | 8     | 0        | 0           | .652  | 801   | 202.0    | 166      | 14          | 37       | 1     | 3        | 200      | 3     | 0        | 52    | 48       | 2.14     | 1.00    |
| 2019      | 巨人      | 22    | 22    | 3     | 1     | 1        | 11    | 6     | 0        | 0           | .647  | 577   | 136.1    | 138      | 20          | 32       | 2     | 3        | 120      | 0     | 0        | 65    | 59       | 3.89     | 1.25    |
| 2020      | 巨人      | 20    | 20    | 3     | 3     | 0        | 14    | 2     | 0        | 0           | .875  | 532   | 137.1    | 97       | 8           | 25       | 0     | 7        | 131      | 2     | 0        | 33    | 30       | 1.97     | 0.89    |
| 2021      | 巨人      | 19    | 19    | 2     | 1     | 0        | 6     | 7     | 0        | 0           | .462  | 465   | 115.2    | 90       | 15          | 25       | 1     | 7        | 102      | 1     | 0        | 41    | 41       | 3.19     | 0.99    |
| 2022      | 巨人      | 23    | 23    | 0     | 0     | 0        | 10    | 7     | 0        | 0           | .588  | 596   | 147.0    | 138      | 15          | 26       | 1     | 6        | 104      | 2     | 0        | 52    | 51       | 3.12     | 1.12    |
| 2023      | 巨人      | 14    | 14    | 0     | 0     | 0        | 4     | 8     | 0        | 0           | .333  | 315   | 77.2     | 70       | 10          | 15       | 0     | 3        | 54       | 0     | 0        | 30    | 29       | 3.36     | 1.09    |
| 2024      | 巨人      | 24    | 24    | 3     | 1     | 3        | 15    | 3     | 0        | 0           | .833  | 608   | 156.2    | 132      | 6           | 16       | 0     | 4        | 111      | 4     | 0        | 31    | 29       | 1.67     | 0.94    |
| NPB：12年 | NPB：12年 | 276   | 274   | 42    | 22    | 15       | 136   | 74    | 0        | 0           | .648  | 7412  | 1857.0   | 1568     | 142         | 347      | 12    | 52       | 1585     | 25    | 0        | 552   | 501      | 2.43     | 1.03    |

- 2024年度シーズン終了時
- 各年度の太字はリーグ最高

### 年度別投手（先発）成績所属リーグ内順位
| 年 度 | 年 齢 | 機 構 | リ ｜ グ   | 投手 タイトル数 (※注1) | 完 投 | 完 封 | 勝 利 | 勝 率 | 投 球 回 | 奪 三 振 | 防 御 率 |
| ----- | ----- | ----- | ---------- | ---------------------- | ----- | ----- | ----- | ----- | -------- | -------- | -------- |
| 2013  | 24    | NPB   | セ・リーグ | 0                      | -     | -     | 3位   | 2位   | 4位      | 3位      | 6位      |
| 2014  | 25    | NPB   | セ・リーグ | 1                      | 1位   | -     | 3位   | 2位   | -        | 6位      | 1位      |
| 2015  | 26    | NPB   | セ・リーグ | 0                      | 2位   | 3位   | 10位  | 10位  | 6位      | 8位      | 2位      |
| 2016  | 27    | NPB   | セ・リーグ | 2                      | 1位   | 2位   | 8位   | 4位   | 2位      | 1位      | 1位      |
| 2017  | 28    | NPB   | セ・リーグ | 2                      | 1位   | 1位   | 1位   | 2位   | 2位      | 2位      | 1位      |
| 2018  | 29    | NPB   | セ・リーグ | 3                      | 1位   | 1位   | 1位   | 2位   | 1位      | 1位      | 1位      |
| 2019  | 30    | NPB   | セ・リーグ | 0                      | 2位   | 5位   | 3位   | -     | -        | 9位      | -        |
| 2020  | 31    | NPB   | セ・リーグ | 2                      | 3位   | 2位   | 1位   | 1位   | 3位      | 2位      | 3位      |
| 2021  | 32    | NPB   | セ・リーグ | 0                      | 1位   | 3位   | -     | -     | -        | 10位     | -        |
| 2022  | 33    | NPB   | セ・リーグ | 0                      | -     | -     | 5位   | 4位   | 8位      | -        | 8位      |
| 2023  | 34    | NPB   | セ・リーグ | 0                      | -     | -     | -     | -     | -        | -        | -        |
| 2024  | 35    | NPB   | セ・リーグ | 2                      | 3位   | 4位   | 1位   | 1位   | 5位      | 10位     | 2位      |

- - は10位未満（防御率、勝率の規定投球回未達も-と表記）
- 太字年度は規定投球回到達年度、年度背景色金色は最優秀選手賞（MVP）受賞年度、年齢背景色金色は沢村栄治賞受賞年齢、太字年齢は投手三冠王（最多勝利、最優秀防御率、最多奪三振）達成年齢
- タイトル数の背景色金色はタイトル獲得、（注1）NPBで投手タイトルとして個人表彰の対象となるのは、最多勝利、最優秀防御率、最多奪三振、最高勝率の4つである。

### 年度別守備成績
| 年 度 | 球 団 | 投手  | 投手  | 投手  | 投手  | 投手  | 投手     |
| 年 度 | 球 団 | 試 合 | 刺 殺 | 補 殺 | 失 策 | 併 殺 | 守 備 率 |
| ----- | ----- | ----- | ----- | ----- | ----- | ----- | -------- |
| 2013  | 巨人  | 27    | 9     | 36    | 2     | 2     | .957     |
| 2014  | 巨人  | 23    | 9     | 35    | 1     | 2     | .978     |
| 2015  | 巨人  | 25    | 11    | 39    | 1     | 1     | .978     |
| 2016  | 巨人  | 26    | 11    | 37    | 0     | 3     | 1.000    |
| 2017  | 巨人  | 25    | 11    | 36    | 2     | 2     | .959     |
| 2018  | 巨人  | 28    | 5     | 23    | 1     | 0     | .966     |
| 2019  | 巨人  | 22    | 3     | 14    | 1     | 0     | .944     |
| 2020  | 巨人  | 20    | 9     | 17    | 0     | 1     | 1.000    |
| 2021  | 巨人  | 19    | 8     | 15    | 1     | 2     | .958     |
| 2022  | 巨人  | 23    | 6     | 27    | 1     | 3     | .971     |
| 2023  | 巨人  | 14    | 2     | 9     | 0     | 0     | 1.000    |
| 2024  | 巨人  | 24    | 7     | 15    | 1     | 1     | .957     |
| 通算  | 通算  | 278   | 91    | 303   | 11    | 17    | .973     |

- 2024年度シーズン終了時
- 各年度の太字はリーグ最高
- 太字年はゴールデングラブ賞受賞

### NPB・ポストシーズン投手成績
| 年 度     | 球 団     | シ リ ｜ ズ  | 登 板 | 先 発 | 勝 利 | 敗 戦 | セ ｜ ブ | ホ ｜ ル ド | 勝 率 | 打 者 | 投 球 回 | 被 安 打 | 被 本 塁 打 | 与 四 球 | 敬 遠 | 与 死 球 | 奪 三 振 | 暴 投 | ボ ｜ ク | 失 点 | 自 責 点 | 防 御 率 |
| --------- | --------- | ------------ | ----- | ----- | ----- | ----- | -------- | ----------- | ----- | ----- | -------- | -------- | ----------- | -------- | ----- | -------- | -------- | ----- | -------- | ----- | -------- | -------- |
| 2013      | 巨人      | CSファイナル | 1     | 1     | 1     | 0     | 0        | 0           | 1.000 | 32    | 9        | 3        | 0           | 1        | 0     | 0        | 11       | 1     | 0        | 0     | 0        | 0.00     |
| 2013      | 巨人      | 日本シリーズ | 2     | 2     | 1     | 1     | 0        | 0           | .500  | 48    | 12.1     | 9        | 0           | 4        | 0     | 0        | 9        | 0     | 0        | 3     | 2        | 1.46     |
| 2015      | 巨人      | CSファースト | 1     | 1     | 0     | 1     | 0        | 0           | .000  | 20    | 4        | 6        | 2           | 2        | 0     | 0        | 5        | 0     | 0        | 4     | 3        | 6.75     |
| 2015      | 巨人      | CSファイナル | 1     | 1     | 0     | 1     | 0        | 0           | .000  | 26    | 6        | 7        | 0           | 2        | 1     | 1        | 3        | 1     | 0        | 2     | 2        | 3.00     |
| 2018      | 巨人      | CSファースト | 1     | 1     | 1     | 0     | 0        | 0           | 1.000 | 28    | 9        | 0        | 0           | 1        | 0     | 0        | 7        | 0     | 0        | 0     | 0        | 0.00     |
| 2019      | 巨人      | 日本シリーズ | 1     | 1     | 0     | 1     | 0        | 0           | .000  | 27    | 6.1      | 6        | 1           | 0        | 0     | 0        | 8        | 0     | 0        | 4     | 3        | 4.26     |
| 2020      | 巨人      | 日本シリーズ | 1     | 1     | 0     | 1     | 0        | 0           | .000  | 24    | 6        | 6        | 1           | 0        | 0     | 1        | 4        | 0     | 0        | 4     | 4        | 6.00     |
| 2021      | 巨人      | CSファースト | 1     | 1     | 1     | 0     | 0        | 0           | 1.000 | 24    | 7        | 2        | 0           | 1        | 0     | 1        | 4        | 0     | 0        | 0     | 0        | 0.00     |
| 2021      | 巨人      | CSファイナル | 1     | 1     | 0     | 1     | 0        | 0           | .000  | 28    | 5.2      | 5        | 0           | 5        | 1     | 0        | 6        | 0     | 0        | 5     | 1        | 1.59     |
| 2024      | 巨人      | CSファイナル | 2     | 1     | 0     | 2     | 0        | 0           | .000  | 33    | 9        | 8        | 1           | 1        | 0     | 0        | 6        | 0     | 0        | 3     | 3        | 3.00     |
| 出場：7回 | 出場：7回 | 出場：7回    | 12    | 11    | 4     | 8     | 0        | 0           | .333  | 290   | 74.1     | 52       | 5           | 17       | 2     | 3        | 63       | 2     | 0        | 25    | 18       | 2.18     |

- 2024年度シーズン終了時
- 太字シリーズはクライマックスシリーズMVP受賞
- 2018年CSファーストはノーヒットノーラン達成

### WBSCプレミア12での投手成績
| 年 度 | 代 表 | 登 板 | 先 発 | 勝 利 | 敗 戦 | セ ｜ ブ | 打 者 | 投 球 回 | 被 安 打 | 被 本 塁 打 | 与 四 球 | 敬 遠 | 与 死 球 | 奪 三 振 | 暴 投 | ボ ｜ ク | 失 点 | 自 責 点 | 防 御 率 |
| ----- | ----- | ----- | ----- | ----- | ----- | -------- | ----- | -------- | -------- | ----------- | -------- | ----- | -------- | -------- | ----- | -------- | ----- | -------- | -------- |
| 2015  | 日本  | 2     | 1     | 1     | 0     | 0        | 28    | 7.0      | 6        | 2           | 2        | 0     | 1        | 6        | 0     | 0        | 3     | 3        | 3.86     |

### WBCでの投手成績
| 年 度 | 代 表 | 登 板 | 先 発 | 勝 利 | 敗 戦 | セ ｜ ブ | 打 者 | 投 球 回 | 被 安 打 | 被 本 塁 打 | 与 四 球 | 敬 遠 | 与 死 球 | 奪 三 振 | 暴 投 | ボ ｜ ク | 失 点 | 自 責 点 | 防 御 率 |
| ----- | ----- | ----- | ----- | ----- | ----- | -------- | ----- | -------- | -------- | ----------- | -------- | ----- | -------- | -------- | ----- | -------- | ----- | -------- | -------- |
| 2017  | 日本  | 3     | 3     | 0     | 0     | 0        | 58    | 14.1     | 14       | 2           | 1        | 0     | 1        | 16       | 0     | 0        | 6     | 5        | 3.14     |

- 太字は大会最高

### タイトル

#### NPB
- 最多勝利：4回（2017年、2018年、2020年、2024年）[643]
- 最優秀防御率：4回（2014年、2016年 - 2018年） ※4回はセ・リーグ最多記録、2014年は平成生まれ初の獲得[644]
- 最多奪三振：2回（2016年、2018年）[645]
- 最高勝率：2回（2020年、2024年）[646]

### 表彰

#### NPB
- 沢村栄治賞：2回（2017年、2018年） ※2年連続受賞は史上5人目、複数回受賞は史上14人目、2017年は平成生まれ初の受賞[8]
- 最優秀選手：3回（2014年、2020年、2024年）※3回は歴代投手最多タイ記録（史上3人目）[注 7]、セ・リーグ投手最多記録、2014年は平成生まれ初の受賞、2020年は投手として初受賞からの最長ブランク選出（6年）、2024年はセ・リーグ投手最年長受賞（35歳）[647]
- ベストナイン：5回（投手部門：2014年、2017年、2018年、2020年、2024年）※セ・リーグ投手最多タイ記録[注 8]、2014年は投手部門での平成生まれ初の受賞[648]
- ゴールデングラブ賞：5回（投手部門：2016年 - 2018年、2020年、2024年） ※2016年は投手部門での平成生まれ初の受賞[649]
- セ・リーグ連盟特別表彰：2回（新人特別賞：2013年、リーグ特別賞：2020年） ※2020年は開幕投手13連勝のプロ野球記録[650][651]
- 月間MVP：8回（投手部門：2014年3・4月、2016年3・4月、2017年5月、7月、9・10月、2018年9・10月、2020年6・7月、8月） ※セ・リーグ投手最多タイ記録[注 9][13]
- クライマックスシリーズMVP：1回（2013年）[652]
- 最優秀バッテリー賞：3回
  - 2014年 捕手：阿部慎之助
  - 2017年 捕手：小林誠司
  - 2024年 捕手：小林誠司
    - ※3回は歴代投手最多タイ記録[注 10]、セ・リーグ投手最多記録[653]
- 最優秀バッテリー賞特別賞：1回（2018年）[654]
- ゴールデンスピリット賞：1回（2024年）[655]
- 月間最優秀バッテリー賞：1回（2020年6・7月 捕手：大城卓三）[656]
- 東京ドームMVP：4回（2014年、2017年、2018年、2020年） ※投手最多記録[657]
- 東京ドーム新人特別賞：1回（2013年）[658]
- 「ジョージア魂」賞選考委員特別賞：1回（2013年）[659]
- 「ジョージア魂」賞：1回（2013年度第2回）[660]
- 報知プロスポーツ大賞：2回（2014年、2017年）[661]
- 月間アットホームヒーロー賞：1回（2016年3・4月）[662]

#### アマチュア
- 全日本大学野球選手権大会敢闘賞：1回（2010年）[50]
- 首都大学リーグ最高殊勲選手：2回[52]
- 首都大学リーグ最優秀投手：6回[52]
- 首都大学リーグ特別功労賞：1回[53]

#### その他
- 紺綬褒章：1回（2021年）[254]

### 記録
NPB初記録
投手記録
- 初登板・初先発登板：2013年3月30日、対広島東洋カープ2回戦（東京ドーム）、7回1失点9奪三振[663]
- 初奪三振：同上、1回表に菊池涼介から空振り三振[663]
- 初勝利・初先発勝利：2013年4月6日、対中日ドラゴンズ2回戦（東京ドーム）、8回4失点7奪三振[664]
- 初完投勝利：2013年6月15日、対福岡ソフトバンクホークス3回戦（福岡 ヤフオク!ドーム）、9回1失点11奪三振[665]
- 初完封勝利：2015年5月19日、対阪神タイガース9回戦（阪神甲子園球場）、9回無失点3奪三振[666]

打撃記録
- 初打席：2013年3月30日、対広島東洋カープ2回戦（東京ドーム）、2回裏に久本祐一から投ゴロ[663]
- 初安打・初打点：2013年5月4日、対広島東洋カープ8回戦（東京ドーム）、2回裏に中﨑翔太から右前適時打[667]
- 初本塁打：2018年5月18日、対横浜DeNAベイスターズ9回戦（東京ドーム）、5回裏に石田健大から左越決勝ソロ[668]

NPB節目の記録
- 1000投球回：2018年7月28日、対中日ドラゴンズ13回戦（東京ドーム）、1回表二死目にダヤン・ビシエドを二飛 ※史上350人目[669]
- 1000奪三振：2019年5月1日、対中日ドラゴンズ4回戦（東京ドーム）、7回表に平田良介から空振り三振 ※史上148人目[670]
- 100勝：2020年10月6日、対横浜DeNAベイスターズ16回戦（東京ドーム）、7回3失点4奪三振 ※史上138人目、192試合での達成は史上7番目のスピード記録、ドラフト制後では史上3番目のスピード記録、平成生まれ初[671]
- 1500投球回：2022年4月22日、対中日ドラゴンズ4回戦（バンテリンドーム ナゴヤ）、1回裏三死目に木下拓哉を一邪飛 ※史上180人目[271][272]
- 1500奪三振：2024年5月11日、対東京ヤクルトスワローズ7回戦（明治神宮野球場）、6回裏に村上宗隆から空振り三振 ※史上60人目、通算投球回数1739回2/3で到達は球団最速[301]

NPBその他
- 投手三冠王：1回（2018年）※セ・リーグ最多タイ記録、史上19人目、平成生まれ初、平成最後
  - 投手三冠＋最多完封：史上12人目、セ・リーグ平成唯一[672]
- セ・リーグクライマックスシリーズノーヒットノーラン：2018年10月14日、対東京ヤクルトスワローズ戦（明治神宮野球場）ファーストステージ第2戦、9回無失点7奪三振1四球 ※CS史上初、PS史上初、PS最多記録、PS史上唯一、平成最後のノーヒットノーラン[673]
- セ・リーグクライマックスシリーズ完投・完封勝利：2013年10月17日、対広島東洋カープ戦（東京ドーム）ファイナルステージ第2戦、9回無失点11奪三振 ※セ・リーグCS史上初[674]
- クライマックスシリーズ完封：2回（2013年、2018年）※CS最多タイ記録[注 11]、セ・リーグCS最多記録[注 12][675]
- クライマックスシリーズ完投：2回（2013年、2018年）※セ・リーグCS最多記録[676]
- 開幕投手からのシーズン連勝：13連勝（2020年）※プロ野球記録[677]
- 開幕からのシーズン連勝：13連勝（2020年）セ・リーグタイ記録[注 13][678]
- 開幕からのビジターでのシーズン連勝：10連勝（2024年）※セ・リーグ記録、プロ野球史上歴代2位タイ[注 14][679]
- クライマックスシリーズ連続無失点：17回（2018年、2021年）※セ・リーグ記録、プロ野球史上歴代2位タイ記録[注 15][680]
- 開幕からのシーズン4連勝：5回（2014年、2016年、2017年、2020年、2024年）※プロ野球最多タイ記録[注 16][302]
- 月間防御率0.00（30投球回以上）：1回（2016年4月[注 17]）※2リーグ制以降史上4人目[注 18][681][682]
- シーズン2桁勝利：9回（2013年 - 2015年、2017年 - 2020年、2022年、2024年）※球団史上4位タイ[注 19][683]
- 連続2桁奪三振：3回（2016年）※球団歴代最多タイ記録[注 20][684]
- チームの連敗ストップ（5連敗以上）：7回（2014年、2016年、2018年、2020年 - 2022年）※球団歴代最多記録[685]
- クライマックスシリーズ個人通算敗戦数：5回（2015年、2021年、2024年）※プロ野球史上歴代1位タイ記録[注 21]、セ・リーグ記録[686]
- シーズン最多完封：2回（2017年、2018年）
- シーズン最多無四球試合：4回（2016年 - 2018年、2024年）
- シーズン最多完投：5回（2014年、2016年 - 2018年、2021年）
- シーズン最多投球回：1回（2018年）
- 開幕投手：8回（2014年 - 2016年、2018年 - 2022年）※球団歴代最多記録[687]
- 開幕戦勝利：5回（2014年 - 2016年、2020年、2022年）※球団歴代最多記録、3年連続勝利は球団歴代最長タイ記録[注 8][688]
- オールスターゲーム出場：7回（ファン投票選出：2016年、2017年／選手間投票選出：2014年、2018年／監督推薦：2013年、2015年、2019年）[689][690][691][692][693][694][695]※2020年は新型コロナウイルス感染拡大によりオールスターが中止[696]、2022年は監督推薦で選出されるも出場辞退[279]

MLB初記録
投手記録
- 初登板・初先発登板：2025年3月31日、対トロント・ブルージェイズ4回戦（ロジャーズ・センター）、4回2失点1奪三振[697]
- 初奪三振：同上、1回裏にウィル・ワグナーから空振り三振[698]
- 初勝利・初先発勝利：2025年4月6日、対カンザスシティ・ロイヤルズ2回戦（カウフマン・スタジアム）、5回1/3 1失点4奪三振[699]

アマチュアその他
- 7回までノーヒットノーラン（コールド）：2010年6月10日、全日本大学野球選手権大会・対同志社大学戦（明治神宮野球場）[700]
- 首都大学リーグ連続無失点：53回（2011年）※佐々木千隼と並ぶリーグ最多タイ記録[54]

### 背番号

#### アマチュア時代
- 日本代表
  - 11（2009年 - 2011年）[701]

#### プロ時代
- NPB
  - 19（2013年 - 2018年）[702]
  - 18（2019年 - 2024年）[703]
- MLB
  - 19（2025年 - ）[704]
- 日本代表
  - 11（2015プレミア12、WBC2017）[705][706]

### 登場曲

#### NPB
- 「Change」SHE'S[707]
- 「追い風」SHE'S[708]

#### MLB
- 「ライラック」Mrs. GREEN APPLE[709]

### 代表歴

#### アマチュア時代
- 2010 世界大学野球選手権大会 日本代表[710]

#### プロ時代
- 2015 WBSCプレミア12 日本代表[711]
- 2017 ワールド・ベースボール・クラシック日本代表[712]

## 出演

### ドキュメンタリー出演
- バース・デイ（TBS、2012年11月10日、2025年3月1日）[713][714]
- ネオスポーツ the documentary!（テレビ東京、2013年2月10日）[715]
- 情熱大陸（TBS、2015年4月）[716]
- 追跡LIVE! Sports ウォッチャー（テレビ東京、2016年5月、2018年3月、2020年11月）[717][718][719]
- GET SPORTS（テレビ朝日、2016年6月、2018年1月、2022年4月）[720][721][722]
- スポーツ×ヒューマン（NHK、2020年7月13日、10月12日）[723][724]
- サンデースポーツ（NHK、2021年2月7日、2025年3月9日）[725][726]
- スポーツ リアライブ〜SPORTS Real&Live〜（テレビ東京、2024年11月10日、2025年2月23日）[727][728]
- 報道ステーション（テレビ朝日、2024年11月29日）[729][730]
- エース達のなぜには物語がある　密着 田中将大・前田健太・菅野智之（テレビ東京、2025年1月1日）[731]
- 今、BSが伝える野球～菅野智之の挑戦には物語がある～（テレビ東京、2025年3月9日）[732]

### バラエティ出演
- ズームイン!!サタデー（日本テレビ、2013年 - 2024年） - 不定期で出演[733]
- ネプリーグ（フジテレビ、2013年12月15日）[734]
- 中居正広のプロ野球魂（テレビ朝日、2017年12月26日）[735]
- ＴＶ初共演！原辰徳ＶＳ菅野智之～夢のゴルフガチンコ対決～　▽ドラフト秘話公開！（テレビ東京、2018年1月3日）[736]
- クレイジージャーニー（TBS、2019年3月7日）[737]
- 巨人最強チーム！坂本＆菅野＆宮國　ガチンコゴルフ対決ｉｎハワイ（テレビ東京、2020年1月3日）[738]
- 釣りビジョン「熱釣プロ野球」（スカパー、2022年2月20日、2023年1月22日、2024年1月6日、2025年1月26日）[739][740][741][742]
- World Baseballエンタテイメント たまッチ!（フジテレビ、2024年9月14日）[743][744]
- 菅野杯 プロ野球ゴルフ選手権（BS12 トゥエルビ、2025年1月29日）[745]

### ネット出演
- 実況パワフルプロ野球（KONAMI公式YouTubeチャンネル、2016年、2018年 - 2020年）[746][747][748][749]
- プロ野球スピリッツA（KONAMI公式YouTubeチャンネル、2020年）[750]

### CM
- 東京西川（2014年）[751]
- アンダーアーマー（2015年）[752]

### イベント
- 城とドラゴン「城ドラフェスティバル2018 in 幕張」（2018年11月24日）[753]

## 書籍
- 菅野智之のピッチングバイブル B.B.MOOK 1435（ベースボール・マガジン社、2019年3月29日）[754]